# Eureptilia
Eureptilia − jeden z dwóch głównych kladów zauropsydów, siostrzany w zależności od przyjmowanego nazewnictwa do podgromady anapsydów lub do kladu Parareptilia. Grupę tę wyróżnił w 1947 roku Everett Claire Olson jako jedną z dwóch (obok Parareptilia) podgromad, na które podzielił gromadę gadów. Olson zaliczył do Eureptilia infragromady Captorhina (do której zaliczał niewyróżniane obecnie grupy Captorhinomorpha i Limnoscelidomorpha), Synapsida i Diapsida; Olson uznał też, że do Eureptilia prawdopodobnie należą również infragromady Parapsida (obejmująca grupę Ichthyopterygia) i Euryapsida (do której zaliczał grupy Sauropterygia i Protorosauria), zaznaczając jednak, że taka pozycja filogenetyczna tych dwóch infragromad jest niepewna. Z wyróżnieniem przez Olsona dwóch podgromad gadów wiązało się postulowane przez tego autora zaprzestanie wyróżniania rzędu Cotylosauria, gdyż wchodzące w jego skład podrzędy Olson zaliczył do różnych podgromad: Captorhinomorpha do Eureptilia, zaś Diadectomorpha, a także zaliczany niekiedy do kotylozaurów podrząd Seymouriamorpha – do Parareptilia.
Pierwszą definicję filogenetyczną Eureptilia przedstawili Michel Laurin i Robert R. Reisz w 1995 roku; zdefiniowali oni Eureptilia jako klad obejmujący diapsydy i wszystkie owodniowce bliżej spokrewnione z nimi niż z żółwiami. W odróżnieniu od Olsona, Laurin i Reisz wykluczyli z Eureptilia synapsydy, zaliczyli natomiast do tego kladu ptaki. Układając tę definicję autorzy zakładali, że żółwie są przedstawicielami siostrzanego do Eureptilia kladu Parareptilia; jednak szereg późniejszych analiz kladystycznych sugeruje przynależność żółwi do diapsydów. Z tego powodu niektórzy autorzy zaproponowali inne definicje filogenetyczne Eureptilia, które nie przesądzają ani nie wykluczają przynależności żółwi do tego kladu. DeBraga i Rieppel (1997) zdefiniowali Eureptilia jako klad obejmujący ostatniego wspólnego przodka rodzaju Paleothyris, rodziny Captorhinidae i diapsydów oraz wszystkich jego potomków. Tsuji i Müller (2009) zdefiniowali Eureptilia jako najszerszy klad obejmujący gatunki Captorhinus aguti i Petrolacosaurus kansensis, ale nieobejmujący gatunku Procolophon trigoniceps.
Do Eureptilia sensu Tsuji i Müller (2009) należy podgromada diapsydów oraz bazalne rodziny Captorhinidae i (prawdopodobnie parafiletyczna) Protorothyrididae. Grupa pojawiła się w późnym karbonie, należą do niej niektóre z najstarszych znanych owodniowców (m.in. Hylonomus). Współcześnie żyjącymi przedstawicielami Eureptilia są ptaki, krokodyle, gady łuskonośne, sfenodonty i być może żółwie.

## Filogeneza
Kladogram Eureptilia według Müllera i Reisza (2006):
|  | Captorhinus laticeps |
|  |                      |
|  | Captorhinus aguti    |
|  |                      |

|  | Labidosaurus   |
|  |                |
|  | Labidosaurikos |
|  |                |

|  | Captorhinus laticeps |
|  |                      |
|  | Captorhinus aguti    |
|  |                      |

|  | Labidosaurus   |
|  |                |
|  | Labidosaurikos |
|  |                |

|  | Captorhinus laticeps |
|  |                      |
|  | Captorhinus aguti    |
|  |                      |

|  | Labidosaurus   |
|  |                |
|  | Labidosaurikos |
|  |                |

|  | Captorhinus laticeps |
|  |                      |
|  | Captorhinus aguti    |
|  |                      |

|  | Labidosaurus   |
|  |                |
|  | Labidosaurikos |
|  |                |

|  | Captorhinus laticeps |
|  |                      |
|  | Captorhinus aguti    |
|  |                      |

|  | Labidosaurus   |
|  |                |
|  | Labidosaurikos |
|  |                |

|  | Captorhinus laticeps |
|  |                      |
|  | Captorhinus aguti    |
|  |                      |

|  | Labidosaurus   |
|  |                |
|  | Labidosaurikos |
|  |                |

|  | Captorhinus laticeps |
|  |                      |
|  | Captorhinus aguti    |
|  |                      |

|  | Labidosaurus   |
|  |                |
|  | Labidosaurikos |
|  |                |

|  | Captorhinus laticeps |
|  |                      |
|  | Captorhinus aguti    |
|  |                      |

|  | Labidosaurus   |
|  |                |
|  | Labidosaurikos |
|  |                |

|  | Captorhinus laticeps |
|  |                      |
|  | Captorhinus aguti    |
|  |                      |

|  | Labidosaurus   |
|  |                |
|  | Labidosaurikos |
|  |                |

|  | Captorhinus laticeps |
|  |                      |
|  | Captorhinus aguti    |
|  |                      |

|  | Labidosaurus   |
|  |                |
|  | Labidosaurikos |
|  |                |

|  | Captorhinus laticeps |
|  |                      |
|  | Captorhinus aguti    |
|  |                      |

|  | Labidosaurus   |
|  |                |
|  | Labidosaurikos |
|  |                |

|  | Captorhinus laticeps |
|  |                      |
|  | Captorhinus aguti    |
|  |                      |

|  | Labidosaurus   |
|  |                |
|  | Labidosaurikos |
|  |                |

|  | Captorhinus laticeps |
|  |                      |
|  | Captorhinus aguti    |
|  |                      |

|  | Labidosaurus   |
|  |                |
|  | Labidosaurikos |
|  |                |

|  | Captorhinus laticeps |
|  |                      |
|  | Captorhinus aguti    |
|  |                      |

|  | Labidosaurus   |
|  |                |
|  | Labidosaurikos |
|  |                |

|  | Captorhinus laticeps |
|  |                      |
|  | Captorhinus aguti    |
|  |                      |

|  | Labidosaurus   |
|  |                |
|  | Labidosaurikos |
|  |                |

|  | Captorhinus laticeps |
|  |                      |
|  | Captorhinus aguti    |
|  |                      |

|  | Labidosaurus   |
|  |                |
|  | Labidosaurikos |
|  |                |

|  | Captorhinus laticeps |
|  |                      |
|  | Captorhinus aguti    |
|  |                      |

|  | Labidosaurus   |
|  |                |
|  | Labidosaurikos |
|  |                |

|  | Captorhinus laticeps |
|  |                      |
|  | Captorhinus aguti    |
|  |                      |

|  | Labidosaurus   |
|  |                |
|  | Labidosaurikos |
|  |                |

|  | Captorhinus laticeps |
|  |                      |
|  | Captorhinus aguti    |
|  |                      |

|  | Labidosaurus   |
|  |                |
|  | Labidosaurikos |
|  |                |

|  | Captorhinus laticeps |
|  |                      |
|  | Captorhinus aguti    |
|  |                      |

|  | Labidosaurus   |
|  |                |
|  | Labidosaurikos |
|  |                |

|  | Captorhinus laticeps |
|  |                      |
|  | Captorhinus aguti    |
|  |                      |

|  | Labidosaurus   |
|  |                |
|  | Labidosaurikos |
|  |                |

|  | Captorhinus laticeps |
|  |                      |
|  | Captorhinus aguti    |
|  |                      |

|  | Labidosaurus   |
|  |                |
|  | Labidosaurikos |
|  |                |

|  | Captorhinus laticeps |
|  |                      |
|  | Captorhinus aguti    |
|  |                      |

|  | Labidosaurus   |
|  |                |
|  | Labidosaurikos |
|  |                |

|  | Captorhinus laticeps |
|  |                      |
|  | Captorhinus aguti    |
|  |                      |

|  | Labidosaurus   |
|  |                |
|  | Labidosaurikos |
|  |                |

|  | Captorhinus laticeps |
|  |                      |
|  | Captorhinus aguti    |
|  |                      |

|  | Labidosaurus   |
|  |                |
|  | Labidosaurikos |
|  |                |

|  | Captorhinus laticeps |
|  |                      |
|  | Captorhinus aguti    |
|  |                      |

|  | Labidosaurus   |
|  |                |
|  | Labidosaurikos |
|  |                |

|  | Captorhinus laticeps |
|  |                      |
|  | Captorhinus aguti    |
|  |                      |

|  | Labidosaurus   |
|  |                |
|  | Labidosaurikos |
|  |                |

|  | Captorhinus laticeps |
|  |                      |
|  | Captorhinus aguti    |
|  |                      |

|  | Labidosaurus   |
|  |                |
|  | Labidosaurikos |
|  |                |

|  | Captorhinus laticeps |
|  |                      |
|  | Captorhinus aguti    |
|  |                      |

|  | Labidosaurus   |
|  |                |
|  | Labidosaurikos |
|  |                |

|  | Captorhinus laticeps |
|  |                      |
|  | Captorhinus aguti    |
|  |                      |

|  | Labidosaurus   |
|  |                |
|  | Labidosaurikos |
|  |                |

|  | Captorhinus laticeps |
|  |                      |
|  | Captorhinus aguti    |
|  |                      |

|  | Labidosaurus   |
|  |                |
|  | Labidosaurikos |
|  |                |

|  | Captorhinus laticeps |
|  |                      |
|  | Captorhinus aguti    |
|  |                      |

|  | Labidosaurus   |
|  |                |
|  | Labidosaurikos |
|  |                |

|  | Captorhinus laticeps |
|  |                      |
|  | Captorhinus aguti    |
|  |                      |

|  | Labidosaurus   |
|  |                |
|  | Labidosaurikos |
|  |                |

|  | Captorhinus laticeps |
|  |                      |
|  | Captorhinus aguti    |
|  |                      |

|  | Labidosaurus   |
|  |                |
|  | Labidosaurikos |
|  |                |

|  | Captorhinus laticeps |
|  |                      |
|  | Captorhinus aguti    |
|  |                      |

|  | Labidosaurus   |
|  |                |
|  | Labidosaurikos |
|  |                |

|  | Captorhinus laticeps |
|  |                      |
|  | Captorhinus aguti    |
|  |                      |

|  | Labidosaurus   |
|  |                |
|  | Labidosaurikos |
|  |                |

|  | Captorhinus laticeps |
|  |                      |
|  | Captorhinus aguti    |
|  |                      |

|  | Labidosaurus   |
|  |                |
|  | Labidosaurikos |
|  |                |

|  | Captorhinus laticeps |
|  |                      |
|  | Captorhinus aguti    |
|  |                      |

|  | Labidosaurus   |
|  |                |
|  | Labidosaurikos |
|  |                |

|  | Captorhinus laticeps |
|  |                      |
|  | Captorhinus aguti    |
|  |                      |

|  | Labidosaurus   |
|  |                |
|  | Labidosaurikos |
|  |                |

|  | Captorhinus laticeps |
|  |                      |
|  | Captorhinus aguti    |
|  |                      |

|  | Labidosaurus   |
|  |                |
|  | Labidosaurikos |
|  |                |

|  | Captorhinus laticeps |
|  |                      |
|  | Captorhinus aguti    |
|  |                      |

|  | Labidosaurus   |
|  |                |
|  | Labidosaurikos |
|  |                |

|  | Captorhinus laticeps |
|  |                      |
|  | Captorhinus aguti    |
|  |                      |

|  | Labidosaurus   |
|  |                |
|  | Labidosaurikos |
|  |                |

|  | Captorhinus laticeps |
|  |                      |
|  | Captorhinus aguti    |
|  |                      |

|  | Labidosaurus   |
|  |                |
|  | Labidosaurikos |
|  |                |

|  | Captorhinus laticeps |
|  |                      |
|  | Captorhinus aguti    |
|  |                      |

|  | Labidosaurus   |
|  |                |
|  | Labidosaurikos |
|  |                |

|  | Captorhinus laticeps |
|  |                      |
|  | Captorhinus aguti    |
|  |                      |

|  | Labidosaurus   |
|  |                |
|  | Labidosaurikos |
|  |                |

|  | Captorhinus laticeps |
|  |                      |
|  | Captorhinus aguti    |
|  |                      |

|  | Labidosaurus   |
|  |                |
|  | Labidosaurikos |
|  |                |

|  | Captorhinus laticeps |
|  |                      |
|  | Captorhinus aguti    |
|  |                      |

|  | Labidosaurus   |
|  |                |
|  | Labidosaurikos |
|  |                |

|  | Captorhinus laticeps |
|  |                      |
|  | Captorhinus aguti    |
|  |                      |

|  | Labidosaurus   |
|  |                |
|  | Labidosaurikos |
|  |                |

|  | Captorhinus laticeps |
|  |                      |
|  | Captorhinus aguti    |
|  |                      |

|  | Labidosaurus   |
|  |                |
|  | Labidosaurikos |
|  |                |

|  | Captorhinus laticeps |
|  |                      |
|  | Captorhinus aguti    |
|  |                      |

|  | Labidosaurus   |
|  |                |
|  | Labidosaurikos |
|  |                |

|  | Captorhinus laticeps |
|  |                      |
|  | Captorhinus aguti    |
|  |                      |

|  | Labidosaurus   |
|  |                |
|  | Labidosaurikos |
|  |                |

|  | Captorhinus laticeps |
|  |                      |
|  | Captorhinus aguti    |
|  |                      |

|  | Labidosaurus   |
|  |                |
|  | Labidosaurikos |
|  |                |

|  | Captorhinus laticeps |
|  |                      |
|  | Captorhinus aguti    |
|  |                      |

|  | Labidosaurus   |
|  |                |
|  | Labidosaurikos |
|  |                |

|  | Captorhinus laticeps |
|  |                      |
|  | Captorhinus aguti    |
|  |                      |

|  | Labidosaurus   |
|  |                |
|  | Labidosaurikos |
|  |                |

|  | Captorhinus laticeps |
|  |                      |
|  | Captorhinus aguti    |
|  |                      |

|  | Labidosaurus   |
|  |                |
|  | Labidosaurikos |
|  |                |

|  | Captorhinus laticeps |
|  |                      |
|  | Captorhinus aguti    |
|  |                      |

|  | Labidosaurus   |
|  |                |
|  | Labidosaurikos |
|  |                |

|  | Captorhinus laticeps |
|  |                      |
|  | Captorhinus aguti    |
|  |                      |

|  | Labidosaurus   |
|  |                |
|  | Labidosaurikos |
|  |                |

|  | Captorhinus laticeps |
|  |                      |
|  | Captorhinus aguti    |
|  |                      |

|  | Labidosaurus   |
|  |                |
|  | Labidosaurikos |
|  |                |

|  | Captorhinus laticeps |
|  |                      |
|  | Captorhinus aguti    |
|  |                      |

|  | Labidosaurus   |
|  |                |
|  | Labidosaurikos |
|  |                |

|  | Captorhinus laticeps |
|  |                      |
|  | Captorhinus aguti    |
|  |                      |

|  | Labidosaurus   |
|  |                |
|  | Labidosaurikos |
|  |                |

|  | Captorhinus laticeps |
|  |                      |
|  | Captorhinus aguti    |
|  |                      |

|  | Labidosaurus   |
|  |                |
|  | Labidosaurikos |
|  |                |

|  | Captorhinus laticeps |
|  |                      |
|  | Captorhinus aguti    |
|  |                      |

|  | Labidosaurus   |
|  |                |
|  | Labidosaurikos |
|  |                |

|  | Captorhinus laticeps |
|  |                      |
|  | Captorhinus aguti    |
|  |                      |

|  | Labidosaurus   |
|  |                |
|  | Labidosaurikos |
|  |                |

|  | Captorhinus laticeps |
|  |                      |
|  | Captorhinus aguti    |
|  |                      |

|  | Labidosaurus   |
|  |                |
|  | Labidosaurikos |
|  |                |

|  | Captorhinus laticeps |
|  |                      |
|  | Captorhinus aguti    |
|  |                      |

|  | Labidosaurus   |
|  |                |
|  | Labidosaurikos |
|  |                |

|  | Captorhinus laticeps |
|  |                      |
|  | Captorhinus aguti    |
|  |                      |

|  | Labidosaurus   |
|  |                |
|  | Labidosaurikos |
|  |                |

|  | Captorhinus laticeps |
|  |                      |
|  | Captorhinus aguti    |
|  |                      |

|  | Labidosaurus   |
|  |                |
|  | Labidosaurikos |
|  |                |

|  | Captorhinus laticeps |
|  |                      |
|  | Captorhinus aguti    |
|  |                      |

|  | Labidosaurus   |
|  |                |
|  | Labidosaurikos |
|  |                |

|  | Captorhinus laticeps |
|  |                      |
|  | Captorhinus aguti    |
|  |                      |

|  | Labidosaurus   |
|  |                |
|  | Labidosaurikos |
|  |                |

|  | Captorhinus laticeps |
|  |                      |
|  | Captorhinus aguti    |
|  |                      |

|  | Labidosaurus   |
|  |                |
|  | Labidosaurikos |
|  |                |

|  | Captorhinus laticeps |
|  |                      |
|  | Captorhinus aguti    |
|  |                      |

|  | Labidosaurus   |
|  |                |
|  | Labidosaurikos |
|  |                |

|  | Captorhinus laticeps |
|  |                      |
|  | Captorhinus aguti    |
|  |                      |

|  | Labidosaurus   |
|  |                |
|  | Labidosaurikos |
|  |                |

|  | Captorhinus laticeps |
|  |                      |
|  | Captorhinus aguti    |
|  |                      |

|  | Labidosaurus   |
|  |                |
|  | Labidosaurikos |
|  |                |

|  | Captorhinus laticeps |
|  |                      |
|  | Captorhinus aguti    |
|  |                      |

|  | Labidosaurus   |
|  |                |
|  | Labidosaurikos |
|  |                |

|  | Captorhinus laticeps |
|  |                      |
|  | Captorhinus aguti    |
|  |                      |

|  | Labidosaurus   |
|  |                |
|  | Labidosaurikos |
|  |                |

|  | Captorhinus laticeps |
|  |                      |
|  | Captorhinus aguti    |
|  |                      |

|  | Labidosaurus   |
|  |                |
|  | Labidosaurikos |
|  |                |

|  | Captorhinus laticeps |
|  |                      |
|  | Captorhinus aguti    |
|  |                      |

|  | Labidosaurus   |
|  |                |
|  | Labidosaurikos |
|  |                |

|  | Captorhinus laticeps |
|  |                      |
|  | Captorhinus aguti    |
|  |                      |

|  | Labidosaurus   |
|  |                |
|  | Labidosaurikos |
|  |                |

|  | Captorhinus laticeps |
|  |                      |
|  | Captorhinus aguti    |
|  |                      |

|  | Labidosaurus   |
|  |                |
|  | Labidosaurikos |
|  |                |

|  | Captorhinus laticeps |
|  |                      |
|  | Captorhinus aguti    |
|  |                      |

|  | Labidosaurus   |
|  |                |
|  | Labidosaurikos |
|  |                |

|  | Captorhinus laticeps |
|  |                      |
|  | Captorhinus aguti    |
|  |                      |

|  | Labidosaurus   |
|  |                |
|  | Labidosaurikos |
|  |                |

|  | Captorhinus laticeps |
|  |                      |
|  | Captorhinus aguti    |
|  |                      |

|  | Labidosaurus   |
|  |                |
|  | Labidosaurikos |
|  |                |

|  | Captorhinus laticeps |
|  |                      |
|  | Captorhinus aguti    |
|  |                      |

|  | Labidosaurus   |
|  |                |
|  | Labidosaurikos |
|  |                |

|  | Captorhinus laticeps |
|  |                      |
|  | Captorhinus aguti    |
|  |                      |

|  | Labidosaurus   |
|  |                |
|  | Labidosaurikos |
|  |                |

|  | Captorhinus laticeps |
|  |                      |
|  | Captorhinus aguti    |
|  |                      |

|  | Labidosaurus   |
|  |                |
|  | Labidosaurikos |
|  |                |

|  | Captorhinus laticeps |
|  |                      |
|  | Captorhinus aguti    |
|  |                      |

|  | Labidosaurus   |
|  |                |
|  | Labidosaurikos |
|  |                |

|  | Captorhinus laticeps |
|  |                      |
|  | Captorhinus aguti    |
|  |                      |

|  | Labidosaurus   |
|  |                |
|  | Labidosaurikos |
|  |                |

|  | Captorhinus laticeps |
|  |                      |
|  | Captorhinus aguti    |
|  |                      |

|  | Labidosaurus   |
|  |                |
|  | Labidosaurikos |
|  |                |

|  | Captorhinus laticeps |
|  |                      |
|  | Captorhinus aguti    |
|  |                      |

|  | Labidosaurus   |
|  |                |
|  | Labidosaurikos |
|  |                |

|  | Captorhinus laticeps |
|  |                      |
|  | Captorhinus aguti    |
|  |                      |

|  | Labidosaurus   |
|  |                |
|  | Labidosaurikos |
|  |                |

|  | Captorhinus laticeps |
|  |                      |
|  | Captorhinus aguti    |
|  |                      |

|  | Labidosaurus   |
|  |                |
|  | Labidosaurikos |
|  |                |

|  | Captorhinus laticeps |
|  |                      |
|  | Captorhinus aguti    |
|  |                      |

|  | Labidosaurus   |
|  |                |
|  | Labidosaurikos |
|  |                |

|  | Captorhinus laticeps |
|  |                      |
|  | Captorhinus aguti    |
|  |                      |

|  | Labidosaurus   |
|  |                |
|  | Labidosaurikos |
|  |                |

|  | Captorhinus laticeps |
|  |                      |
|  | Captorhinus aguti    |
|  |                      |

|  | Labidosaurus   |
|  |                |
|  | Labidosaurikos |
|  |                |

|  | Captorhinus laticeps |
|  |                      |
|  | Captorhinus aguti    |
|  |                      |

|  | Labidosaurus   |
|  |                |
|  | Labidosaurikos |
|  |                |

|  | Captorhinus laticeps |
|  |                      |
|  | Captorhinus aguti    |
|  |                      |

|  | Labidosaurus   |
|  |                |
|  | Labidosaurikos |
|  |                |

|  | Captorhinus laticeps |
|  |                      |
|  | Captorhinus aguti    |
|  |                      |

|  | Labidosaurus   |
|  |                |
|  | Labidosaurikos |
|  |                |

|  | Captorhinus laticeps |
|  |                      |
|  | Captorhinus aguti    |
|  |                      |

|  | Labidosaurus   |
|  |                |
|  | Labidosaurikos |
|  |                |

|  | Captorhinus laticeps |
|  |                      |
|  | Captorhinus aguti    |
|  |                      |

|  | Labidosaurus   |
|  |                |
|  | Labidosaurikos |
|  |                |

|  | Captorhinus laticeps |
|  |                      |
|  | Captorhinus aguti    |
|  |                      |

|  | Labidosaurus   |
|  |                |
|  | Labidosaurikos |
|  |                |

|  | Captorhinus laticeps |
|  |                      |
|  | Captorhinus aguti    |
|  |                      |

|  | Labidosaurus   |
|  |                |
|  | Labidosaurikos |
|  |                |

|  | Captorhinus laticeps |
|  |                      |
|  | Captorhinus aguti    |
|  |                      |

|  | Labidosaurus   |
|  |                |
|  | Labidosaurikos |
|  |                |

|  | Captorhinus laticeps |
|  |                      |
|  | Captorhinus aguti    |
|  |                      |

|  | Labidosaurus   |
|  |                |
|  | Labidosaurikos |
|  |                |

|  | Captorhinus laticeps |
|  |                      |
|  | Captorhinus aguti    |
|  |                      |

|  | Labidosaurus   |
|  |                |
|  | Labidosaurikos |
|  |                |

|  | Captorhinus laticeps |
|  |                      |
|  | Captorhinus aguti    |
|  |                      |

|  | Labidosaurus   |
|  |                |
|  | Labidosaurikos |
|  |                |

|  | Captorhinus laticeps |
|  |                      |
|  | Captorhinus aguti    |
|  |                      |

|  | Labidosaurus   |
|  |                |
|  | Labidosaurikos |
|  |                |

|  | Captorhinus laticeps |
|  |                      |
|  | Captorhinus aguti    |
|  |                      |

|  | Labidosaurus   |
|  |                |
|  | Labidosaurikos |
|  |                |

|  | Captorhinus laticeps |
|  |                      |
|  | Captorhinus aguti    |
|  |                      |

|  | Labidosaurus   |
|  |                |
|  | Labidosaurikos |
|  |                |

|  | Captorhinus laticeps |
|  |                      |
|  | Captorhinus aguti    |
|  |                      |

|  | Labidosaurus   |
|  |                |
|  | Labidosaurikos |
|  |                |

|  | Captorhinus laticeps |
|  |                      |
|  | Captorhinus aguti    |
|  |                      |

|  | Labidosaurus   |
|  |                |
|  | Labidosaurikos |
|  |                |

|  | Captorhinus laticeps |
|  |                      |
|  | Captorhinus aguti    |
|  |                      |

|  | Labidosaurus   |
|  |                |
|  | Labidosaurikos |
|  |                |

|  | Captorhinus laticeps |
|  |                      |
|  | Captorhinus aguti    |
|  |                      |

|  | Labidosaurus   |
|  |                |
|  | Labidosaurikos |
|  |                |

|  | Captorhinus laticeps |
|  |                      |
|  | Captorhinus aguti    |
|  |                      |

|  | Labidosaurus   |
|  |                |
|  | Labidosaurikos |
|  |                |

|  | Captorhinus laticeps |
|  |                      |
|  | Captorhinus aguti    |
|  |                      |

|  | Labidosaurus   |
|  |                |
|  | Labidosaurikos |
|  |                |

|  | Captorhinus laticeps |
|  |                      |
|  | Captorhinus aguti    |
|  |                      |

|  | Labidosaurus   |
|  |                |
|  | Labidosaurikos |
|  |                |

|  | Captorhinus laticeps |
|  |                      |
|  | Captorhinus aguti    |
|  |                      |

|  | Labidosaurus   |
|  |                |
|  | Labidosaurikos |
|  |                |

|  | Captorhinus laticeps |
|  |                      |
|  | Captorhinus aguti    |
|  |                      |

|  | Labidosaurus   |
|  |                |
|  | Labidosaurikos |
|  |                |

|  | Captorhinus laticeps |
|  |                      |
|  | Captorhinus aguti    |
|  |                      |

|  | Labidosaurus   |
|  |                |
|  | Labidosaurikos |
|  |                |

|  | Captorhinus laticeps |
|  |                      |
|  | Captorhinus aguti    |
|  |                      |

|  | Labidosaurus   |
|  |                |
|  | Labidosaurikos |
|  |                |

|  | Captorhinus laticeps |
|  |                      |
|  | Captorhinus aguti    |
|  |                      |

|  | Labidosaurus   |
|  |                |
|  | Labidosaurikos |
|  |                |

|  | Captorhinus laticeps |
|  |                      |
|  | Captorhinus aguti    |
|  |                      |

|  | Labidosaurus   |
|  |                |
|  | Labidosaurikos |
|  |                |

|  | Captorhinus laticeps |
|  |                      |
|  | Captorhinus aguti    |
|  |                      |

|  | Labidosaurus   |
|  |                |
|  | Labidosaurikos |
|  |                |

|  | Captorhinus laticeps |
|  |                      |
|  | Captorhinus aguti    |
|  |                      |

|  | Labidosaurus   |
|  |                |
|  | Labidosaurikos |
|  |                |

|  | Captorhinus laticeps |
|  |                      |
|  | Captorhinus aguti    |
|  |                      |

|  | Labidosaurus   |
|  |                |
|  | Labidosaurikos |
|  |                |

|  | Captorhinus laticeps |
|  |                      |
|  | Captorhinus aguti    |
|  |                      |

|  | Labidosaurus   |
|  |                |
|  | Labidosaurikos |
|  |                |

|  | Captorhinus laticeps |
|  |                      |
|  | Captorhinus aguti    |
|  |                      |

|  | Labidosaurus   |
|  |                |
|  | Labidosaurikos |
|  |                |

|  | Captorhinus laticeps |
|  |                      |
|  | Captorhinus aguti    |
|  |                      |

|  | Labidosaurus   |
|  |                |
|  | Labidosaurikos |
|  |                |

|  | Captorhinus laticeps |
|  |                      |
|  | Captorhinus aguti    |
|  |                      |

|  | Labidosaurus   |
|  |                |
|  | Labidosaurikos |
|  |                |

|  | Protorothyris   |
|  |                 |
|  | Anthracodromeus |
|  |                 |
|  | Cephalerpeton   |
|  |                 |

|  | Petrolacosaurus |
|  |                 |
|  | Araeoscelis     |
|  |                 |

|  | Protorothyris   |
|  |                 |
|  | Anthracodromeus |
|  |                 |
|  | Cephalerpeton   |
|  |                 |

|  | Petrolacosaurus |
|  |                 |
|  | Araeoscelis     |
|  |                 |

|  | Protorothyris   |
|  |                 |
|  | Anthracodromeus |
|  |                 |
|  | Cephalerpeton   |
|  |                 |

|  | Petrolacosaurus |
|  |                 |
|  | Araeoscelis     |
|  |                 |

|  | Protorothyris   |
|  |                 |
|  | Anthracodromeus |
|  |                 |
|  | Cephalerpeton   |
|  |                 |

|  | Petrolacosaurus |
|  |                 |
|  | Araeoscelis     |
|  |                 |

|  | Protorothyris   |
|  |                 |
|  | Anthracodromeus |
|  |                 |
|  | Cephalerpeton   |
|  |                 |

|  | Petrolacosaurus |
|  |                 |
|  | Araeoscelis     |
|  |                 |

|  | Protorothyris   |
|  |                 |
|  | Anthracodromeus |
|  |                 |
|  | Cephalerpeton   |
|  |                 |

|  | Petrolacosaurus |
|  |                 |
|  | Araeoscelis     |
|  |                 |

|  | Protorothyris   |
|  |                 |
|  | Anthracodromeus |
|  |                 |
|  | Cephalerpeton   |
|  |                 |

|  | Petrolacosaurus |
|  |                 |
|  | Araeoscelis     |
|  |                 |

|  | Protorothyris   |
|  |                 |
|  | Anthracodromeus |
|  |                 |
|  | Cephalerpeton   |
|  |                 |

|  | Petrolacosaurus |
|  |                 |
|  | Araeoscelis     |
|  |                 |

|  | Protorothyris   |
|  |                 |
|  | Anthracodromeus |
|  |                 |
|  | Cephalerpeton   |
|  |                 |

|  | Petrolacosaurus |
|  |                 |
|  | Araeoscelis     |
|  |                 |

|  | Protorothyris   |
|  |                 |
|  | Anthracodromeus |
|  |                 |
|  | Cephalerpeton   |
|  |                 |

|  | Petrolacosaurus |
|  |                 |
|  | Araeoscelis     |
|  |                 |

|  | Protorothyris   |
|  |                 |
|  | Anthracodromeus |
|  |                 |
|  | Cephalerpeton   |
|  |                 |

|  | Petrolacosaurus |
|  |                 |
|  | Araeoscelis     |
|  |                 |

|  | Protorothyris   |
|  |                 |
|  | Anthracodromeus |
|  |                 |
|  | Cephalerpeton   |
|  |                 |

|  | Petrolacosaurus |
|  |                 |
|  | Araeoscelis     |
|  |                 |

|  | Protorothyris   |
|  |                 |
|  | Anthracodromeus |
|  |                 |
|  | Cephalerpeton   |
|  |                 |

|  | Petrolacosaurus |
|  |                 |
|  | Araeoscelis     |
|  |                 |

|  | Protorothyris   |
|  |                 |
|  | Anthracodromeus |
|  |                 |
|  | Cephalerpeton   |
|  |                 |

|  | Petrolacosaurus |
|  |                 |
|  | Araeoscelis     |
|  |                 |

|  | Protorothyris   |
|  |                 |
|  | Anthracodromeus |
|  |                 |
|  | Cephalerpeton   |
|  |                 |

|  | Petrolacosaurus |
|  |                 |
|  | Araeoscelis     |
|  |                 |

|  | Protorothyris   |
|  |                 |
|  | Anthracodromeus |
|  |                 |
|  | Cephalerpeton   |
|  |                 |

|  | Petrolacosaurus |
|  |                 |
|  | Araeoscelis     |
|  |                 |

|  | Captorhinus laticeps |
|  |                      |
|  | Captorhinus aguti    |
|  |                      |

|  | Labidosaurus   |
|  |                |
|  | Labidosaurikos |
|  |                |

|  | Captorhinus laticeps |
|  |                      |
|  | Captorhinus aguti    |
|  |                      |

|  | Labidosaurus   |
|  |                |
|  | Labidosaurikos |
|  |                |

|  | Captorhinus laticeps |
|  |                      |
|  | Captorhinus aguti    |
|  |                      |

|  | Labidosaurus   |
|  |                |
|  | Labidosaurikos |
|  |                |

|  | Captorhinus laticeps |
|  |                      |
|  | Captorhinus aguti    |
|  |                      |

|  | Labidosaurus   |
|  |                |
|  | Labidosaurikos |
|  |                |

|  | Captorhinus laticeps |
|  |                      |
|  | Captorhinus aguti    |
|  |                      |

|  | Labidosaurus   |
|  |                |
|  | Labidosaurikos |
|  |                |

|  | Captorhinus laticeps |
|  |                      |
|  | Captorhinus aguti    |
|  |                      |

|  | Labidosaurus   |
|  |                |
|  | Labidosaurikos |
|  |                |

|  | Captorhinus laticeps |
|  |                      |
|  | Captorhinus aguti    |
|  |                      |

|  | Labidosaurus   |
|  |                |
|  | Labidosaurikos |
|  |                |

|  | Captorhinus laticeps |
|  |                      |
|  | Captorhinus aguti    |
|  |                      |

|  | Labidosaurus   |
|  |                |
|  | Labidosaurikos |
|  |                |

|  | Captorhinus laticeps |
|  |                      |
|  | Captorhinus aguti    |
|  |                      |

|  | Labidosaurus   |
|  |                |
|  | Labidosaurikos |
|  |                |

|  | Captorhinus laticeps |
|  |                      |
|  | Captorhinus aguti    |
|  |                      |

|  | Labidosaurus   |
|  |                |
|  | Labidosaurikos |
|  |                |

|  | Captorhinus laticeps |
|  |                      |
|  | Captorhinus aguti    |
|  |                      |

|  | Labidosaurus   |
|  |                |
|  | Labidosaurikos |
|  |                |

|  | Captorhinus laticeps |
|  |                      |
|  | Captorhinus aguti    |
|  |                      |

|  | Labidosaurus   |
|  |                |
|  | Labidosaurikos |
|  |                |

|  | Captorhinus laticeps |
|  |                      |
|  | Captorhinus aguti    |
|  |                      |

|  | Labidosaurus   |
|  |                |
|  | Labidosaurikos |
|  |                |

|  | Captorhinus laticeps |
|  |                      |
|  | Captorhinus aguti    |
|  |                      |

|  | Labidosaurus   |
|  |                |
|  | Labidosaurikos |
|  |                |

|  | Captorhinus laticeps |
|  |                      |
|  | Captorhinus aguti    |
|  |                      |

|  | Labidosaurus   |
|  |                |
|  | Labidosaurikos |
|  |                |

|  | Captorhinus laticeps |
|  |                      |
|  | Captorhinus aguti    |
|  |                      |

|  | Labidosaurus   |
|  |                |
|  | Labidosaurikos |
|  |                |

|  | Captorhinus laticeps |
|  |                      |
|  | Captorhinus aguti    |
|  |                      |

|  | Labidosaurus   |
|  |                |
|  | Labidosaurikos |
|  |                |

|  | Captorhinus laticeps |
|  |                      |
|  | Captorhinus aguti    |
|  |                      |

|  | Labidosaurus   |
|  |                |
|  | Labidosaurikos |
|  |                |

|  | Captorhinus laticeps |
|  |                      |
|  | Captorhinus aguti    |
|  |                      |

|  | Labidosaurus   |
|  |                |
|  | Labidosaurikos |
|  |                |

|  | Captorhinus laticeps |
|  |                      |
|  | Captorhinus aguti    |
|  |                      |

|  | Labidosaurus   |
|  |                |
|  | Labidosaurikos |
|  |                |

|  | Captorhinus laticeps |
|  |                      |
|  | Captorhinus aguti    |
|  |                      |

|  | Labidosaurus   |
|  |                |
|  | Labidosaurikos |
|  |                |

|  | Captorhinus laticeps |
|  |                      |
|  | Captorhinus aguti    |
|  |                      |

|  | Labidosaurus   |
|  |                |
|  | Labidosaurikos |
|  |                |

|  | Captorhinus laticeps |
|  |                      |
|  | Captorhinus aguti    |
|  |                      |

|  | Labidosaurus   |
|  |                |
|  | Labidosaurikos |
|  |                |

|  | Captorhinus laticeps |
|  |                      |
|  | Captorhinus aguti    |
|  |                      |

|  | Labidosaurus   |
|  |                |
|  | Labidosaurikos |
|  |                |

|  | Captorhinus laticeps |
|  |                      |
|  | Captorhinus aguti    |
|  |                      |

|  | Labidosaurus   |
|  |                |
|  | Labidosaurikos |
|  |                |

|  | Captorhinus laticeps |
|  |                      |
|  | Captorhinus aguti    |
|  |                      |

|  | Labidosaurus   |
|  |                |
|  | Labidosaurikos |
|  |                |

|  | Captorhinus laticeps |
|  |                      |
|  | Captorhinus aguti    |
|  |                      |

|  | Labidosaurus   |
|  |                |
|  | Labidosaurikos |
|  |                |

|  | Captorhinus laticeps |
|  |                      |
|  | Captorhinus aguti    |
|  |                      |

|  | Labidosaurus   |
|  |                |
|  | Labidosaurikos |
|  |                |

|  | Captorhinus laticeps |
|  |                      |
|  | Captorhinus aguti    |
|  |                      |

|  | Labidosaurus   |
|  |                |
|  | Labidosaurikos |
|  |                |

|  | Captorhinus laticeps |
|  |                      |
|  | Captorhinus aguti    |
|  |                      |

|  | Labidosaurus   |
|  |                |
|  | Labidosaurikos |
|  |                |

|  | Captorhinus laticeps |
|  |                      |
|  | Captorhinus aguti    |
|  |                      |

|  | Labidosaurus   |
|  |                |
|  | Labidosaurikos |
|  |                |

|  | Captorhinus laticeps |
|  |                      |
|  | Captorhinus aguti    |
|  |                      |

|  | Labidosaurus   |
|  |                |
|  | Labidosaurikos |
|  |                |

|  | Captorhinus laticeps |
|  |                      |
|  | Captorhinus aguti    |
|  |                      |

|  | Labidosaurus   |
|  |                |
|  | Labidosaurikos |
|  |                |

|  | Captorhinus laticeps |
|  |                      |
|  | Captorhinus aguti    |
|  |                      |

|  | Labidosaurus   |
|  |                |
|  | Labidosaurikos |
|  |                |

|  | Captorhinus laticeps |
|  |                      |
|  | Captorhinus aguti    |
|  |                      |

|  | Labidosaurus   |
|  |                |
|  | Labidosaurikos |
|  |                |

|  | Captorhinus laticeps |
|  |                      |
|  | Captorhinus aguti    |
|  |                      |

|  | Labidosaurus   |
|  |                |
|  | Labidosaurikos |
|  |                |

|  | Captorhinus laticeps |
|  |                      |
|  | Captorhinus aguti    |
|  |                      |

|  | Labidosaurus   |
|  |                |
|  | Labidosaurikos |
|  |                |

|  | Captorhinus laticeps |
|  |                      |
|  | Captorhinus aguti    |
|  |                      |

|  | Labidosaurus   |
|  |                |
|  | Labidosaurikos |
|  |                |

|  | Captorhinus laticeps |
|  |                      |
|  | Captorhinus aguti    |
|  |                      |

|  | Labidosaurus   |
|  |                |
|  | Labidosaurikos |
|  |                |

|  | Captorhinus laticeps |
|  |                      |
|  | Captorhinus aguti    |
|  |                      |

|  | Labidosaurus   |
|  |                |
|  | Labidosaurikos |
|  |                |

|  | Captorhinus laticeps |
|  |                      |
|  | Captorhinus aguti    |
|  |                      |

|  | Labidosaurus   |
|  |                |
|  | Labidosaurikos |
|  |                |

|  | Captorhinus laticeps |
|  |                      |
|  | Captorhinus aguti    |
|  |                      |

|  | Labidosaurus   |
|  |                |
|  | Labidosaurikos |
|  |                |

|  | Captorhinus laticeps |
|  |                      |
|  | Captorhinus aguti    |
|  |                      |

|  | Labidosaurus   |
|  |                |
|  | Labidosaurikos |
|  |                |

|  | Captorhinus laticeps |
|  |                      |
|  | Captorhinus aguti    |
|  |                      |

|  | Labidosaurus   |
|  |                |
|  | Labidosaurikos |
|  |                |

|  | Captorhinus laticeps |
|  |                      |
|  | Captorhinus aguti    |
|  |                      |

|  | Labidosaurus   |
|  |                |
|  | Labidosaurikos |
|  |                |

|  | Captorhinus laticeps |
|  |                      |
|  | Captorhinus aguti    |
|  |                      |

|  | Labidosaurus   |
|  |                |
|  | Labidosaurikos |
|  |                |

|  | Captorhinus laticeps |
|  |                      |
|  | Captorhinus aguti    |
|  |                      |

|  | Labidosaurus   |
|  |                |
|  | Labidosaurikos |
|  |                |

|  | Captorhinus laticeps |
|  |                      |
|  | Captorhinus aguti    |
|  |                      |

|  | Labidosaurus   |
|  |                |
|  | Labidosaurikos |
|  |                |

|  | Captorhinus laticeps |
|  |                      |
|  | Captorhinus aguti    |
|  |                      |

|  | Labidosaurus   |
|  |                |
|  | Labidosaurikos |
|  |                |

|  | Captorhinus laticeps |
|  |                      |
|  | Captorhinus aguti    |
|  |                      |

|  | Labidosaurus   |
|  |                |
|  | Labidosaurikos |
|  |                |

|  | Captorhinus laticeps |
|  |                      |
|  | Captorhinus aguti    |
|  |                      |

|  | Labidosaurus   |
|  |                |
|  | Labidosaurikos |
|  |                |

|  | Captorhinus laticeps |
|  |                      |
|  | Captorhinus aguti    |
|  |                      |

|  | Labidosaurus   |
|  |                |
|  | Labidosaurikos |
|  |                |

|  | Captorhinus laticeps |
|  |                      |
|  | Captorhinus aguti    |
|  |                      |

|  | Labidosaurus   |
|  |                |
|  | Labidosaurikos |
|  |                |

|  | Captorhinus laticeps |
|  |                      |
|  | Captorhinus aguti    |
|  |                      |

|  | Labidosaurus   |
|  |                |
|  | Labidosaurikos |
|  |                |

|  | Captorhinus laticeps |
|  |                      |
|  | Captorhinus aguti    |
|  |                      |

|  | Labidosaurus   |
|  |                |
|  | Labidosaurikos |
|  |                |

|  | Captorhinus laticeps |
|  |                      |
|  | Captorhinus aguti    |
|  |                      |

|  | Labidosaurus   |
|  |                |
|  | Labidosaurikos |
|  |                |

|  | Captorhinus laticeps |
|  |                      |
|  | Captorhinus aguti    |
|  |                      |

|  | Labidosaurus   |
|  |                |
|  | Labidosaurikos |
|  |                |

|  | Captorhinus laticeps |
|  |                      |
|  | Captorhinus aguti    |
|  |                      |

|  | Labidosaurus   |
|  |                |
|  | Labidosaurikos |
|  |                |

|  | Captorhinus laticeps |
|  |                      |
|  | Captorhinus aguti    |
|  |                      |

|  | Labidosaurus   |
|  |                |
|  | Labidosaurikos |
|  |                |

|  | Captorhinus laticeps |
|  |                      |
|  | Captorhinus aguti    |
|  |                      |

|  | Labidosaurus   |
|  |                |
|  | Labidosaurikos |
|  |                |

|  | Captorhinus laticeps |
|  |                      |
|  | Captorhinus aguti    |
|  |                      |

|  | Labidosaurus   |
|  |                |
|  | Labidosaurikos |
|  |                |

|  | Captorhinus laticeps |
|  |                      |
|  | Captorhinus aguti    |
|  |                      |

|  | Labidosaurus   |
|  |                |
|  | Labidosaurikos |
|  |                |

|  | Captorhinus laticeps |
|  |                      |
|  | Captorhinus aguti    |
|  |                      |

|  | Labidosaurus   |
|  |                |
|  | Labidosaurikos |
|  |                |

|  | Captorhinus laticeps |
|  |                      |
|  | Captorhinus aguti    |
|  |                      |

|  | Labidosaurus   |
|  |                |
|  | Labidosaurikos |
|  |                |

|  | Captorhinus laticeps |
|  |                      |
|  | Captorhinus aguti    |
|  |                      |

|  | Labidosaurus   |
|  |                |
|  | Labidosaurikos |
|  |                |

|  | Captorhinus laticeps |
|  |                      |
|  | Captorhinus aguti    |
|  |                      |

|  | Labidosaurus   |
|  |                |
|  | Labidosaurikos |
|  |                |

|  | Captorhinus laticeps |
|  |                      |
|  | Captorhinus aguti    |
|  |                      |

|  | Labidosaurus   |
|  |                |
|  | Labidosaurikos |
|  |                |

|  | Captorhinus laticeps |
|  |                      |
|  | Captorhinus aguti    |
|  |                      |

|  | Labidosaurus   |
|  |                |
|  | Labidosaurikos |
|  |                |

|  | Captorhinus laticeps |
|  |                      |
|  | Captorhinus aguti    |
|  |                      |

|  | Labidosaurus   |
|  |                |
|  | Labidosaurikos |
|  |                |

|  | Captorhinus laticeps |
|  |                      |
|  | Captorhinus aguti    |
|  |                      |

|  | Labidosaurus   |
|  |                |
|  | Labidosaurikos |
|  |                |

|  | Captorhinus laticeps |
|  |                      |
|  | Captorhinus aguti    |
|  |                      |

|  | Labidosaurus   |
|  |                |
|  | Labidosaurikos |
|  |                |

|  | Captorhinus laticeps |
|  |                      |
|  | Captorhinus aguti    |
|  |                      |

|  | Labidosaurus   |
|  |                |
|  | Labidosaurikos |
|  |                |

|  | Captorhinus laticeps |
|  |                      |
|  | Captorhinus aguti    |
|  |                      |

|  | Labidosaurus   |
|  |                |
|  | Labidosaurikos |
|  |                |

|  | Captorhinus laticeps |
|  |                      |
|  | Captorhinus aguti    |
|  |                      |

|  | Labidosaurus   |
|  |                |
|  | Labidosaurikos |
|  |                |

|  | Captorhinus laticeps |
|  |                      |
|  | Captorhinus aguti    |
|  |                      |

|  | Labidosaurus   |
|  |                |
|  | Labidosaurikos |
|  |                |

|  | Captorhinus laticeps |
|  |                      |
|  | Captorhinus aguti    |
|  |                      |

|  | Labidosaurus   |
|  |                |
|  | Labidosaurikos |
|  |                |

|  | Captorhinus laticeps |
|  |                      |
|  | Captorhinus aguti    |
|  |                      |

|  | Labidosaurus   |
|  |                |
|  | Labidosaurikos |
|  |                |

|  | Captorhinus laticeps |
|  |                      |
|  | Captorhinus aguti    |
|  |                      |

|  | Labidosaurus   |
|  |                |
|  | Labidosaurikos |
|  |                |

|  | Captorhinus laticeps |
|  |                      |
|  | Captorhinus aguti    |
|  |                      |

|  | Labidosaurus   |
|  |                |
|  | Labidosaurikos |
|  |                |

|  | Captorhinus laticeps |
|  |                      |
|  | Captorhinus aguti    |
|  |                      |

|  | Labidosaurus   |
|  |                |
|  | Labidosaurikos |
|  |                |

|  | Captorhinus laticeps |
|  |                      |
|  | Captorhinus aguti    |
|  |                      |

|  | Labidosaurus   |
|  |                |
|  | Labidosaurikos |
|  |                |

|  | Captorhinus laticeps |
|  |                      |
|  | Captorhinus aguti    |
|  |                      |

|  | Labidosaurus   |
|  |                |
|  | Labidosaurikos |
|  |                |

|  | Captorhinus laticeps |
|  |                      |
|  | Captorhinus aguti    |
|  |                      |

|  | Labidosaurus   |
|  |                |
|  | Labidosaurikos |
|  |                |

|  | Captorhinus laticeps |
|  |                      |
|  | Captorhinus aguti    |
|  |                      |

|  | Labidosaurus   |
|  |                |
|  | Labidosaurikos |
|  |                |

|  | Captorhinus laticeps |
|  |                      |
|  | Captorhinus aguti    |
|  |                      |

|  | Labidosaurus   |
|  |                |
|  | Labidosaurikos |
|  |                |

|  | Captorhinus laticeps |
|  |                      |
|  | Captorhinus aguti    |
|  |                      |

|  | Labidosaurus   |
|  |                |
|  | Labidosaurikos |
|  |                |

|  | Captorhinus laticeps |
|  |                      |
|  | Captorhinus aguti    |
|  |                      |

|  | Labidosaurus   |
|  |                |
|  | Labidosaurikos |
|  |                |

|  | Captorhinus laticeps |
|  |                      |
|  | Captorhinus aguti    |
|  |                      |

|  | Labidosaurus   |
|  |                |
|  | Labidosaurikos |
|  |                |

|  | Captorhinus laticeps |
|  |                      |
|  | Captorhinus aguti    |
|  |                      |

|  | Labidosaurus   |
|  |                |
|  | Labidosaurikos |
|  |                |

|  | Captorhinus laticeps |
|  |                      |
|  | Captorhinus aguti    |
|  |                      |

|  | Labidosaurus   |
|  |                |
|  | Labidosaurikos |
|  |                |

|  | Captorhinus laticeps |
|  |                      |
|  | Captorhinus aguti    |
|  |                      |

|  | Labidosaurus   |
|  |                |
|  | Labidosaurikos |
|  |                |

|  | Captorhinus laticeps |
|  |                      |
|  | Captorhinus aguti    |
|  |                      |

|  | Labidosaurus   |
|  |                |
|  | Labidosaurikos |
|  |                |

|  | Captorhinus laticeps |
|  |                      |
|  | Captorhinus aguti    |
|  |                      |

|  | Labidosaurus   |
|  |                |
|  | Labidosaurikos |
|  |                |

|  | Captorhinus laticeps |
|  |                      |
|  | Captorhinus aguti    |
|  |                      |

|  | Labidosaurus   |
|  |                |
|  | Labidosaurikos |
|  |                |

|  | Captorhinus laticeps |
|  |                      |
|  | Captorhinus aguti    |
|  |                      |

|  | Labidosaurus   |
|  |                |
|  | Labidosaurikos |
|  |                |

|  | Captorhinus laticeps |
|  |                      |
|  | Captorhinus aguti    |
|  |                      |

|  | Labidosaurus   |
|  |                |
|  | Labidosaurikos |
|  |                |

|  | Captorhinus laticeps |
|  |                      |
|  | Captorhinus aguti    |
|  |                      |

|  | Labidosaurus   |
|  |                |
|  | Labidosaurikos |
|  |                |

|  | Captorhinus laticeps |
|  |                      |
|  | Captorhinus aguti    |
|  |                      |

|  | Labidosaurus   |
|  |                |
|  | Labidosaurikos |
|  |                |

|  | Captorhinus laticeps |
|  |                      |
|  | Captorhinus aguti    |
|  |                      |

|  | Labidosaurus   |
|  |                |
|  | Labidosaurikos |
|  |                |

|  | Captorhinus laticeps |
|  |                      |
|  | Captorhinus aguti    |
|  |                      |

|  | Labidosaurus   |
|  |                |
|  | Labidosaurikos |
|  |                |

|  | Captorhinus laticeps |
|  |                      |
|  | Captorhinus aguti    |
|  |                      |

|  | Labidosaurus   |
|  |                |
|  | Labidosaurikos |
|  |                |

|  | Captorhinus laticeps |
|  |                      |
|  | Captorhinus aguti    |
|  |                      |

|  | Labidosaurus   |
|  |                |
|  | Labidosaurikos |
|  |                |

|  | Captorhinus laticeps |
|  |                      |
|  | Captorhinus aguti    |
|  |                      |

|  | Labidosaurus   |
|  |                |
|  | Labidosaurikos |
|  |                |

|  | Captorhinus laticeps |
|  |                      |
|  | Captorhinus aguti    |
|  |                      |

|  | Labidosaurus   |
|  |                |
|  | Labidosaurikos |
|  |                |

|  | Captorhinus laticeps |
|  |                      |
|  | Captorhinus aguti    |
|  |                      |

|  | Labidosaurus   |
|  |                |
|  | Labidosaurikos |
|  |                |

|  | Captorhinus laticeps |
|  |                      |
|  | Captorhinus aguti    |
|  |                      |

|  | Labidosaurus   |
|  |                |
|  | Labidosaurikos |
|  |                |

|  | Captorhinus laticeps |
|  |                      |
|  | Captorhinus aguti    |
|  |                      |

|  | Labidosaurus   |
|  |                |
|  | Labidosaurikos |
|  |                |

|  | Captorhinus laticeps |
|  |                      |
|  | Captorhinus aguti    |
|  |                      |

|  | Labidosaurus   |
|  |                |
|  | Labidosaurikos |
|  |                |

|  | Captorhinus laticeps |
|  |                      |
|  | Captorhinus aguti    |
|  |                      |

|  | Labidosaurus   |
|  |                |
|  | Labidosaurikos |
|  |                |

|  | Captorhinus laticeps |
|  |                      |
|  | Captorhinus aguti    |
|  |                      |

|  | Labidosaurus   |
|  |                |
|  | Labidosaurikos |
|  |                |

|  | Captorhinus laticeps |
|  |                      |
|  | Captorhinus aguti    |
|  |                      |

|  | Labidosaurus   |
|  |                |
|  | Labidosaurikos |
|  |                |

|  | Captorhinus laticeps |
|  |                      |
|  | Captorhinus aguti    |
|  |                      |

|  | Labidosaurus   |
|  |                |
|  | Labidosaurikos |
|  |                |

|  | Captorhinus laticeps |
|  |                      |
|  | Captorhinus aguti    |
|  |                      |

|  | Labidosaurus   |
|  |                |
|  | Labidosaurikos |
|  |                |

|  | Captorhinus laticeps |
|  |                      |
|  | Captorhinus aguti    |
|  |                      |

|  | Labidosaurus   |
|  |                |
|  | Labidosaurikos |
|  |                |

|  | Captorhinus laticeps |
|  |                      |
|  | Captorhinus aguti    |
|  |                      |

|  | Labidosaurus   |
|  |                |
|  | Labidosaurikos |
|  |                |

|  | Captorhinus laticeps |
|  |                      |
|  | Captorhinus aguti    |
|  |                      |

|  | Labidosaurus   |
|  |                |
|  | Labidosaurikos |
|  |                |

|  | Captorhinus laticeps |
|  |                      |
|  | Captorhinus aguti    |
|  |                      |

|  | Labidosaurus   |
|  |                |
|  | Labidosaurikos |
|  |                |

|  | Captorhinus laticeps |
|  |                      |
|  | Captorhinus aguti    |
|  |                      |

|  | Labidosaurus   |
|  |                |
|  | Labidosaurikos |
|  |                |

|  | Captorhinus laticeps |
|  |                      |
|  | Captorhinus aguti    |
|  |                      |

|  | Labidosaurus   |
|  |                |
|  | Labidosaurikos |
|  |                |

|  | Captorhinus laticeps |
|  |                      |
|  | Captorhinus aguti    |
|  |                      |

|  | Labidosaurus   |
|  |                |
|  | Labidosaurikos |
|  |                |

|  | Captorhinus laticeps |
|  |                      |
|  | Captorhinus aguti    |
|  |                      |

|  | Labidosaurus   |
|  |                |
|  | Labidosaurikos |
|  |                |

|  | Captorhinus laticeps |
|  |                      |
|  | Captorhinus aguti    |
|  |                      |

|  | Labidosaurus   |
|  |                |
|  | Labidosaurikos |
|  |                |

|  | Captorhinus laticeps |
|  |                      |
|  | Captorhinus aguti    |
|  |                      |

|  | Labidosaurus   |
|  |                |
|  | Labidosaurikos |
|  |                |

|  | Captorhinus laticeps |
|  |                      |
|  | Captorhinus aguti    |
|  |                      |

|  | Labidosaurus   |
|  |                |
|  | Labidosaurikos |
|  |                |

|  | Captorhinus laticeps |
|  |                      |
|  | Captorhinus aguti    |
|  |                      |

|  | Labidosaurus   |
|  |                |
|  | Labidosaurikos |
|  |                |

|  | Captorhinus laticeps |
|  |                      |
|  | Captorhinus aguti    |
|  |                      |

|  | Labidosaurus   |
|  |                |
|  | Labidosaurikos |
|  |                |

|  | Captorhinus laticeps |
|  |                      |
|  | Captorhinus aguti    |
|  |                      |

|  | Labidosaurus   |
|  |                |
|  | Labidosaurikos |
|  |                |

|  | Captorhinus laticeps |
|  |                      |
|  | Captorhinus aguti    |
|  |                      |

|  | Labidosaurus   |
|  |                |
|  | Labidosaurikos |
|  |                |

|  | Protorothyris   |
|  |                 |
|  | Anthracodromeus |
|  |                 |
|  | Cephalerpeton   |
|  |                 |

|  | Petrolacosaurus |
|  |                 |
|  | Araeoscelis     |
|  |                 |

|  | Protorothyris   |
|  |                 |
|  | Anthracodromeus |
|  |                 |
|  | Cephalerpeton   |
|  |                 |

|  | Petrolacosaurus |
|  |                 |
|  | Araeoscelis     |
|  |                 |

|  | Protorothyris   |
|  |                 |
|  | Anthracodromeus |
|  |                 |
|  | Cephalerpeton   |
|  |                 |

|  | Petrolacosaurus |
|  |                 |
|  | Araeoscelis     |
|  |                 |

|  | Protorothyris   |
|  |                 |
|  | Anthracodromeus |
|  |                 |
|  | Cephalerpeton   |
|  |                 |

|  | Petrolacosaurus |
|  |                 |
|  | Araeoscelis     |
|  |                 |

|  | Protorothyris   |
|  |                 |
|  | Anthracodromeus |
|  |                 |
|  | Cephalerpeton   |
|  |                 |

|  | Petrolacosaurus |
|  |                 |
|  | Araeoscelis     |
|  |                 |

|  | Protorothyris   |
|  |                 |
|  | Anthracodromeus |
|  |                 |
|  | Cephalerpeton   |
|  |                 |

|  | Petrolacosaurus |
|  |                 |
|  | Araeoscelis     |
|  |                 |

|  | Protorothyris   |
|  |                 |
|  | Anthracodromeus |
|  |                 |
|  | Cephalerpeton   |
|  |                 |

|  | Petrolacosaurus |
|  |                 |
|  | Araeoscelis     |
|  |                 |

|  | Protorothyris   |
|  |                 |
|  | Anthracodromeus |
|  |                 |
|  | Cephalerpeton   |
|  |                 |

|  | Petrolacosaurus |
|  |                 |
|  | Araeoscelis     |
|  |                 |

|  | Protorothyris   |
|  |                 |
|  | Anthracodromeus |
|  |                 |
|  | Cephalerpeton   |
|  |                 |

|  | Petrolacosaurus |
|  |                 |
|  | Araeoscelis     |
|  |                 |

|  | Protorothyris   |
|  |                 |
|  | Anthracodromeus |
|  |                 |
|  | Cephalerpeton   |
|  |                 |

|  | Petrolacosaurus |
|  |                 |
|  | Araeoscelis     |
|  |                 |

|  | Protorothyris   |
|  |                 |
|  | Anthracodromeus |
|  |                 |
|  | Cephalerpeton   |
|  |                 |

|  | Petrolacosaurus |
|  |                 |
|  | Araeoscelis     |
|  |                 |

|  | Protorothyris   |
|  |                 |
|  | Anthracodromeus |
|  |                 |
|  | Cephalerpeton   |
|  |                 |

|  | Petrolacosaurus |
|  |                 |
|  | Araeoscelis     |
|  |                 |

|  | Protorothyris   |
|  |                 |
|  | Anthracodromeus |
|  |                 |
|  | Cephalerpeton   |
|  |                 |

|  | Petrolacosaurus |
|  |                 |
|  | Araeoscelis     |
|  |                 |

|  | Protorothyris   |
|  |                 |
|  | Anthracodromeus |
|  |                 |
|  | Cephalerpeton   |
|  |                 |

|  | Petrolacosaurus |
|  |                 |
|  | Araeoscelis     |
|  |                 |

|  | Protorothyris   |
|  |                 |
|  | Anthracodromeus |
|  |                 |
|  | Cephalerpeton   |
|  |                 |

|  | Petrolacosaurus |
|  |                 |
|  | Araeoscelis     |
|  |                 |

|  | Protorothyris   |
|  |                 |
|  | Anthracodromeus |
|  |                 |
|  | Cephalerpeton   |
|  |                 |

|  | Petrolacosaurus |
|  |                 |
|  | Araeoscelis     |
|  |                 |

|  | Captorhinus laticeps |
|  |                      |
|  | Captorhinus aguti    |
|  |                      |

|  | Labidosaurus   |
|  |                |
|  | Labidosaurikos |
|  |                |

|  | Captorhinus laticeps |
|  |                      |
|  | Captorhinus aguti    |
|  |                      |

|  | Labidosaurus   |
|  |                |
|  | Labidosaurikos |
|  |                |

|  | Captorhinus laticeps |
|  |                      |
|  | Captorhinus aguti    |
|  |                      |

|  | Labidosaurus   |
|  |                |
|  | Labidosaurikos |
|  |                |

|  | Captorhinus laticeps |
|  |                      |
|  | Captorhinus aguti    |
|  |                      |

|  | Labidosaurus   |
|  |                |
|  | Labidosaurikos |
|  |                |

|  | Captorhinus laticeps |
|  |                      |
|  | Captorhinus aguti    |
|  |                      |

|  | Labidosaurus   |
|  |                |
|  | Labidosaurikos |
|  |                |

|  | Captorhinus laticeps |
|  |                      |
|  | Captorhinus aguti    |
|  |                      |

|  | Labidosaurus   |
|  |                |
|  | Labidosaurikos |
|  |                |

|  | Captorhinus laticeps |
|  |                      |
|  | Captorhinus aguti    |
|  |                      |

|  | Labidosaurus   |
|  |                |
|  | Labidosaurikos |
|  |                |

|  | Captorhinus laticeps |
|  |                      |
|  | Captorhinus aguti    |
|  |                      |

|  | Labidosaurus   |
|  |                |
|  | Labidosaurikos |
|  |                |

|  | Captorhinus laticeps |
|  |                      |
|  | Captorhinus aguti    |
|  |                      |

|  | Labidosaurus   |
|  |                |
|  | Labidosaurikos |
|  |                |

|  | Captorhinus laticeps |
|  |                      |
|  | Captorhinus aguti    |
|  |                      |

|  | Labidosaurus   |
|  |                |
|  | Labidosaurikos |
|  |                |

|  | Captorhinus laticeps |
|  |                      |
|  | Captorhinus aguti    |
|  |                      |

|  | Labidosaurus   |
|  |                |
|  | Labidosaurikos |
|  |                |

|  | Captorhinus laticeps |
|  |                      |
|  | Captorhinus aguti    |
|  |                      |

|  | Labidosaurus   |
|  |                |
|  | Labidosaurikos |
|  |                |

|  | Captorhinus laticeps |
|  |                      |
|  | Captorhinus aguti    |
|  |                      |

|  | Labidosaurus   |
|  |                |
|  | Labidosaurikos |
|  |                |

|  | Captorhinus laticeps |
|  |                      |
|  | Captorhinus aguti    |
|  |                      |

|  | Labidosaurus   |
|  |                |
|  | Labidosaurikos |
|  |                |

|  | Captorhinus laticeps |
|  |                      |
|  | Captorhinus aguti    |
|  |                      |

|  | Labidosaurus   |
|  |                |
|  | Labidosaurikos |
|  |                |

|  | Captorhinus laticeps |
|  |                      |
|  | Captorhinus aguti    |
|  |                      |

|  | Labidosaurus   |
|  |                |
|  | Labidosaurikos |
|  |                |

|  | Captorhinus laticeps |
|  |                      |
|  | Captorhinus aguti    |
|  |                      |

|  | Labidosaurus   |
|  |                |
|  | Labidosaurikos |
|  |                |

|  | Captorhinus laticeps |
|  |                      |
|  | Captorhinus aguti    |
|  |                      |

|  | Labidosaurus   |
|  |                |
|  | Labidosaurikos |
|  |                |

|  | Captorhinus laticeps |
|  |                      |
|  | Captorhinus aguti    |
|  |                      |

|  | Labidosaurus   |
|  |                |
|  | Labidosaurikos |
|  |                |

|  | Captorhinus laticeps |
|  |                      |
|  | Captorhinus aguti    |
|  |                      |

|  | Labidosaurus   |
|  |                |
|  | Labidosaurikos |
|  |                |

|  | Captorhinus laticeps |
|  |                      |
|  | Captorhinus aguti    |
|  |                      |

|  | Labidosaurus   |
|  |                |
|  | Labidosaurikos |
|  |                |

|  | Captorhinus laticeps |
|  |                      |
|  | Captorhinus aguti    |
|  |                      |

|  | Labidosaurus   |
|  |                |
|  | Labidosaurikos |
|  |                |

|  | Captorhinus laticeps |
|  |                      |
|  | Captorhinus aguti    |
|  |                      |

|  | Labidosaurus   |
|  |                |
|  | Labidosaurikos |
|  |                |

|  | Captorhinus laticeps |
|  |                      |
|  | Captorhinus aguti    |
|  |                      |

|  | Labidosaurus   |
|  |                |
|  | Labidosaurikos |
|  |                |

|  | Captorhinus laticeps |
|  |                      |
|  | Captorhinus aguti    |
|  |                      |

|  | Labidosaurus   |
|  |                |
|  | Labidosaurikos |
|  |                |

|  | Captorhinus laticeps |
|  |                      |
|  | Captorhinus aguti    |
|  |                      |

|  | Labidosaurus   |
|  |                |
|  | Labidosaurikos |
|  |                |

|  | Captorhinus laticeps |
|  |                      |
|  | Captorhinus aguti    |
|  |                      |

|  | Labidosaurus   |
|  |                |
|  | Labidosaurikos |
|  |                |

|  | Captorhinus laticeps |
|  |                      |
|  | Captorhinus aguti    |
|  |                      |

|  | Labidosaurus   |
|  |                |
|  | Labidosaurikos |
|  |                |

|  | Captorhinus laticeps |
|  |                      |
|  | Captorhinus aguti    |
|  |                      |

|  | Labidosaurus   |
|  |                |
|  | Labidosaurikos |
|  |                |

|  | Captorhinus laticeps |
|  |                      |
|  | Captorhinus aguti    |
|  |                      |

|  | Labidosaurus   |
|  |                |
|  | Labidosaurikos |
|  |                |

|  | Captorhinus laticeps |
|  |                      |
|  | Captorhinus aguti    |
|  |                      |

|  | Labidosaurus   |
|  |                |
|  | Labidosaurikos |
|  |                |

|  | Captorhinus laticeps |
|  |                      |
|  | Captorhinus aguti    |
|  |                      |

|  | Labidosaurus   |
|  |                |
|  | Labidosaurikos |
|  |                |

|  | Captorhinus laticeps |
|  |                      |
|  | Captorhinus aguti    |
|  |                      |

|  | Labidosaurus   |
|  |                |
|  | Labidosaurikos |
|  |                |

|  | Captorhinus laticeps |
|  |                      |
|  | Captorhinus aguti    |
|  |                      |

|  | Labidosaurus   |
|  |                |
|  | Labidosaurikos |
|  |                |

|  | Captorhinus laticeps |
|  |                      |
|  | Captorhinus aguti    |
|  |                      |

|  | Labidosaurus   |
|  |                |
|  | Labidosaurikos |
|  |                |

|  | Captorhinus laticeps |
|  |                      |
|  | Captorhinus aguti    |
|  |                      |

|  | Labidosaurus   |
|  |                |
|  | Labidosaurikos |
|  |                |

|  | Captorhinus laticeps |
|  |                      |
|  | Captorhinus aguti    |
|  |                      |

|  | Labidosaurus   |
|  |                |
|  | Labidosaurikos |
|  |                |

|  | Captorhinus laticeps |
|  |                      |
|  | Captorhinus aguti    |
|  |                      |

|  | Labidosaurus   |
|  |                |
|  | Labidosaurikos |
|  |                |

|  | Captorhinus laticeps |
|  |                      |
|  | Captorhinus aguti    |
|  |                      |

|  | Labidosaurus   |
|  |                |
|  | Labidosaurikos |
|  |                |

|  | Captorhinus laticeps |
|  |                      |
|  | Captorhinus aguti    |
|  |                      |

|  | Labidosaurus   |
|  |                |
|  | Labidosaurikos |
|  |                |

|  | Captorhinus laticeps |
|  |                      |
|  | Captorhinus aguti    |
|  |                      |

|  | Labidosaurus   |
|  |                |
|  | Labidosaurikos |
|  |                |

|  | Captorhinus laticeps |
|  |                      |
|  | Captorhinus aguti    |
|  |                      |

|  | Labidosaurus   |
|  |                |
|  | Labidosaurikos |
|  |                |

|  | Captorhinus laticeps |
|  |                      |
|  | Captorhinus aguti    |
|  |                      |

|  | Labidosaurus   |
|  |                |
|  | Labidosaurikos |
|  |                |

|  | Captorhinus laticeps |
|  |                      |
|  | Captorhinus aguti    |
|  |                      |

|  | Labidosaurus   |
|  |                |
|  | Labidosaurikos |
|  |                |

|  | Captorhinus laticeps |
|  |                      |
|  | Captorhinus aguti    |
|  |                      |

|  | Labidosaurus   |
|  |                |
|  | Labidosaurikos |
|  |                |

|  | Captorhinus laticeps |
|  |                      |
|  | Captorhinus aguti    |
|  |                      |

|  | Labidosaurus   |
|  |                |
|  | Labidosaurikos |
|  |                |

|  | Captorhinus laticeps |
|  |                      |
|  | Captorhinus aguti    |
|  |                      |

|  | Labidosaurus   |
|  |                |
|  | Labidosaurikos |
|  |                |

|  | Captorhinus laticeps |
|  |                      |
|  | Captorhinus aguti    |
|  |                      |

|  | Labidosaurus   |
|  |                |
|  | Labidosaurikos |
|  |                |

|  | Captorhinus laticeps |
|  |                      |
|  | Captorhinus aguti    |
|  |                      |

|  | Labidosaurus   |
|  |                |
|  | Labidosaurikos |
|  |                |

|  | Captorhinus laticeps |
|  |                      |
|  | Captorhinus aguti    |
|  |                      |

|  | Labidosaurus   |
|  |                |
|  | Labidosaurikos |
|  |                |

|  | Captorhinus laticeps |
|  |                      |
|  | Captorhinus aguti    |
|  |                      |

|  | Labidosaurus   |
|  |                |
|  | Labidosaurikos |
|  |                |

|  | Captorhinus laticeps |
|  |                      |
|  | Captorhinus aguti    |
|  |                      |

|  | Labidosaurus   |
|  |                |
|  | Labidosaurikos |
|  |                |

|  | Captorhinus laticeps |
|  |                      |
|  | Captorhinus aguti    |
|  |                      |

|  | Labidosaurus   |
|  |                |
|  | Labidosaurikos |
|  |                |

|  | Captorhinus laticeps |
|  |                      |
|  | Captorhinus aguti    |
|  |                      |

|  | Labidosaurus   |
|  |                |
|  | Labidosaurikos |
|  |                |

|  | Captorhinus laticeps |
|  |                      |
|  | Captorhinus aguti    |
|  |                      |

|  | Labidosaurus   |
|  |                |
|  | Labidosaurikos |
|  |                |

|  | Captorhinus laticeps |
|  |                      |
|  | Captorhinus aguti    |
|  |                      |

|  | Labidosaurus   |
|  |                |
|  | Labidosaurikos |
|  |                |

|  | Captorhinus laticeps |
|  |                      |
|  | Captorhinus aguti    |
|  |                      |

|  | Labidosaurus   |
|  |                |
|  | Labidosaurikos |
|  |                |

|  | Captorhinus laticeps |
|  |                      |
|  | Captorhinus aguti    |
|  |                      |

|  | Labidosaurus   |
|  |                |
|  | Labidosaurikos |
|  |                |

|  | Captorhinus laticeps |
|  |                      |
|  | Captorhinus aguti    |
|  |                      |

|  | Labidosaurus   |
|  |                |
|  | Labidosaurikos |
|  |                |

|  | Captorhinus laticeps |
|  |                      |
|  | Captorhinus aguti    |
|  |                      |

|  | Labidosaurus   |
|  |                |
|  | Labidosaurikos |
|  |                |

|  | Captorhinus laticeps |
|  |                      |
|  | Captorhinus aguti    |
|  |                      |

|  | Labidosaurus   |
|  |                |
|  | Labidosaurikos |
|  |                |

|  | Captorhinus laticeps |
|  |                      |
|  | Captorhinus aguti    |
|  |                      |

|  | Labidosaurus   |
|  |                |
|  | Labidosaurikos |
|  |                |

|  | Captorhinus laticeps |
|  |                      |
|  | Captorhinus aguti    |
|  |                      |

|  | Labidosaurus   |
|  |                |
|  | Labidosaurikos |
|  |                |

|  | Captorhinus laticeps |
|  |                      |
|  | Captorhinus aguti    |
|  |                      |

|  | Labidosaurus   |
|  |                |
|  | Labidosaurikos |
|  |                |

|  | Captorhinus laticeps |
|  |                      |
|  | Captorhinus aguti    |
|  |                      |

|  | Labidosaurus   |
|  |                |
|  | Labidosaurikos |
|  |                |

|  | Captorhinus laticeps |
|  |                      |
|  | Captorhinus aguti    |
|  |                      |

|  | Labidosaurus   |
|  |                |
|  | Labidosaurikos |
|  |                |

|  | Captorhinus laticeps |
|  |                      |
|  | Captorhinus aguti    |
|  |                      |

|  | Labidosaurus   |
|  |                |
|  | Labidosaurikos |
|  |                |

|  | Captorhinus laticeps |
|  |                      |
|  | Captorhinus aguti    |
|  |                      |

|  | Labidosaurus   |
|  |                |
|  | Labidosaurikos |
|  |                |

|  | Captorhinus laticeps |
|  |                      |
|  | Captorhinus aguti    |
|  |                      |

|  | Labidosaurus   |
|  |                |
|  | Labidosaurikos |
|  |                |

|  | Captorhinus laticeps |
|  |                      |
|  | Captorhinus aguti    |
|  |                      |

|  | Labidosaurus   |
|  |                |
|  | Labidosaurikos |
|  |                |

|  | Captorhinus laticeps |
|  |                      |
|  | Captorhinus aguti    |
|  |                      |

|  | Labidosaurus   |
|  |                |
|  | Labidosaurikos |
|  |                |

|  | Captorhinus laticeps |
|  |                      |
|  | Captorhinus aguti    |
|  |                      |

|  | Labidosaurus   |
|  |                |
|  | Labidosaurikos |
|  |                |

|  | Captorhinus laticeps |
|  |                      |
|  | Captorhinus aguti    |
|  |                      |

|  | Labidosaurus   |
|  |                |
|  | Labidosaurikos |
|  |                |

|  | Captorhinus laticeps |
|  |                      |
|  | Captorhinus aguti    |
|  |                      |

|  | Labidosaurus   |
|  |                |
|  | Labidosaurikos |
|  |                |

|  | Captorhinus laticeps |
|  |                      |
|  | Captorhinus aguti    |
|  |                      |

|  | Labidosaurus   |
|  |                |
|  | Labidosaurikos |
|  |                |

|  | Captorhinus laticeps |
|  |                      |
|  | Captorhinus aguti    |
|  |                      |

|  | Labidosaurus   |
|  |                |
|  | Labidosaurikos |
|  |                |

|  | Captorhinus laticeps |
|  |                      |
|  | Captorhinus aguti    |
|  |                      |

|  | Labidosaurus   |
|  |                |
|  | Labidosaurikos |
|  |                |

|  | Captorhinus laticeps |
|  |                      |
|  | Captorhinus aguti    |
|  |                      |

|  | Labidosaurus   |
|  |                |
|  | Labidosaurikos |
|  |                |

|  | Captorhinus laticeps |
|  |                      |
|  | Captorhinus aguti    |
|  |                      |

|  | Labidosaurus   |
|  |                |
|  | Labidosaurikos |
|  |                |

|  | Captorhinus laticeps |
|  |                      |
|  | Captorhinus aguti    |
|  |                      |

|  | Labidosaurus   |
|  |                |
|  | Labidosaurikos |
|  |                |

|  | Captorhinus laticeps |
|  |                      |
|  | Captorhinus aguti    |
|  |                      |

|  | Labidosaurus   |
|  |                |
|  | Labidosaurikos |
|  |                |

|  | Captorhinus laticeps |
|  |                      |
|  | Captorhinus aguti    |
|  |                      |

|  | Labidosaurus   |
|  |                |
|  | Labidosaurikos |
|  |                |

|  | Captorhinus laticeps |
|  |                      |
|  | Captorhinus aguti    |
|  |                      |

|  | Labidosaurus   |
|  |                |
|  | Labidosaurikos |
|  |                |

|  | Captorhinus laticeps |
|  |                      |
|  | Captorhinus aguti    |
|  |                      |

|  | Labidosaurus   |
|  |                |
|  | Labidosaurikos |
|  |                |

|  | Captorhinus laticeps |
|  |                      |
|  | Captorhinus aguti    |
|  |                      |

|  | Labidosaurus   |
|  |                |
|  | Labidosaurikos |
|  |                |

|  | Captorhinus laticeps |
|  |                      |
|  | Captorhinus aguti    |
|  |                      |

|  | Labidosaurus   |
|  |                |
|  | Labidosaurikos |
|  |                |

|  | Captorhinus laticeps |
|  |                      |
|  | Captorhinus aguti    |
|  |                      |

|  | Labidosaurus   |
|  |                |
|  | Labidosaurikos |
|  |                |

|  | Captorhinus laticeps |
|  |                      |
|  | Captorhinus aguti    |
|  |                      |

|  | Labidosaurus   |
|  |                |
|  | Labidosaurikos |
|  |                |

|  | Captorhinus laticeps |
|  |                      |
|  | Captorhinus aguti    |
|  |                      |

|  | Labidosaurus   |
|  |                |
|  | Labidosaurikos |
|  |                |

|  | Captorhinus laticeps |
|  |                      |
|  | Captorhinus aguti    |
|  |                      |

|  | Labidosaurus   |
|  |                |
|  | Labidosaurikos |
|  |                |

|  | Captorhinus laticeps |
|  |                      |
|  | Captorhinus aguti    |
|  |                      |

|  | Labidosaurus   |
|  |                |
|  | Labidosaurikos |
|  |                |

|  | Captorhinus laticeps |
|  |                      |
|  | Captorhinus aguti    |
|  |                      |

|  | Labidosaurus   |
|  |                |
|  | Labidosaurikos |
|  |                |

|  | Captorhinus laticeps |
|  |                      |
|  | Captorhinus aguti    |
|  |                      |

|  | Labidosaurus   |
|  |                |
|  | Labidosaurikos |
|  |                |

|  | Captorhinus laticeps |
|  |                      |
|  | Captorhinus aguti    |
|  |                      |

|  | Labidosaurus   |
|  |                |
|  | Labidosaurikos |
|  |                |

|  | Captorhinus laticeps |
|  |                      |
|  | Captorhinus aguti    |
|  |                      |

|  | Labidosaurus   |
|  |                |
|  | Labidosaurikos |
|  |                |

|  | Captorhinus laticeps |
|  |                      |
|  | Captorhinus aguti    |
|  |                      |

|  | Labidosaurus   |
|  |                |
|  | Labidosaurikos |
|  |                |

|  | Captorhinus laticeps |
|  |                      |
|  | Captorhinus aguti    |
|  |                      |

|  | Labidosaurus   |
|  |                |
|  | Labidosaurikos |
|  |                |

|  | Captorhinus laticeps |
|  |                      |
|  | Captorhinus aguti    |
|  |                      |

|  | Labidosaurus   |
|  |                |
|  | Labidosaurikos |
|  |                |

|  | Captorhinus laticeps |
|  |                      |
|  | Captorhinus aguti    |
|  |                      |

|  | Labidosaurus   |
|  |                |
|  | Labidosaurikos |
|  |                |

|  | Captorhinus laticeps |
|  |                      |
|  | Captorhinus aguti    |
|  |                      |

|  | Labidosaurus   |
|  |                |
|  | Labidosaurikos |
|  |                |

|  | Captorhinus laticeps |
|  |                      |
|  | Captorhinus aguti    |
|  |                      |

|  | Labidosaurus   |
|  |                |
|  | Labidosaurikos |
|  |                |

|  | Captorhinus laticeps |
|  |                      |
|  | Captorhinus aguti    |
|  |                      |

|  | Labidosaurus   |
|  |                |
|  | Labidosaurikos |
|  |                |

|  | Captorhinus laticeps |
|  |                      |
|  | Captorhinus aguti    |
|  |                      |

|  | Labidosaurus   |
|  |                |
|  | Labidosaurikos |
|  |                |

|  | Captorhinus laticeps |
|  |                      |
|  | Captorhinus aguti    |
|  |                      |

|  | Labidosaurus   |
|  |                |
|  | Labidosaurikos |
|  |                |

|  | Captorhinus laticeps |
|  |                      |
|  | Captorhinus aguti    |
|  |                      |

|  | Labidosaurus   |
|  |                |
|  | Labidosaurikos |
|  |                |

|  | Captorhinus laticeps |
|  |                      |
|  | Captorhinus aguti    |
|  |                      |

|  | Labidosaurus   |
|  |                |
|  | Labidosaurikos |
|  |                |

|  | Captorhinus laticeps |
|  |                      |
|  | Captorhinus aguti    |
|  |                      |

|  | Labidosaurus   |
|  |                |
|  | Labidosaurikos |
|  |                |

|  | Captorhinus laticeps |
|  |                      |
|  | Captorhinus aguti    |
|  |                      |

|  | Labidosaurus   |
|  |                |
|  | Labidosaurikos |
|  |                |

|  | Captorhinus laticeps |
|  |                      |
|  | Captorhinus aguti    |
|  |                      |

|  | Labidosaurus   |
|  |                |
|  | Labidosaurikos |
|  |                |

|  | Captorhinus laticeps |
|  |                      |
|  | Captorhinus aguti    |
|  |                      |

|  | Labidosaurus   |
|  |                |
|  | Labidosaurikos |
|  |                |

|  | Captorhinus laticeps |
|  |                      |
|  | Captorhinus aguti    |
|  |                      |

|  | Labidosaurus   |
|  |                |
|  | Labidosaurikos |
|  |                |

|  | Captorhinus laticeps |
|  |                      |
|  | Captorhinus aguti    |
|  |                      |

|  | Labidosaurus   |
|  |                |
|  | Labidosaurikos |
|  |                |

|  | Captorhinus laticeps |
|  |                      |
|  | Captorhinus aguti    |
|  |                      |

|  | Labidosaurus   |
|  |                |
|  | Labidosaurikos |
|  |                |

|  | Captorhinus laticeps |
|  |                      |
|  | Captorhinus aguti    |
|  |                      |

|  | Labidosaurus   |
|  |                |
|  | Labidosaurikos |
|  |                |

|  | Captorhinus laticeps |
|  |                      |
|  | Captorhinus aguti    |
|  |                      |

|  | Labidosaurus   |
|  |                |
|  | Labidosaurikos |
|  |                |

|  | Captorhinus laticeps |
|  |                      |
|  | Captorhinus aguti    |
|  |                      |

|  | Labidosaurus   |
|  |                |
|  | Labidosaurikos |
|  |                |

|  | Captorhinus laticeps |
|  |                      |
|  | Captorhinus aguti    |
|  |                      |

|  | Labidosaurus   |
|  |                |
|  | Labidosaurikos |
|  |                |

|  | Captorhinus laticeps |
|  |                      |
|  | Captorhinus aguti    |
|  |                      |

|  | Labidosaurus   |
|  |                |
|  | Labidosaurikos |
|  |                |

|  | Captorhinus laticeps |
|  |                      |
|  | Captorhinus aguti    |
|  |                      |

|  | Labidosaurus   |
|  |                |
|  | Labidosaurikos |
|  |                |

|  | Captorhinus laticeps |
|  |                      |
|  | Captorhinus aguti    |
|  |                      |

|  | Labidosaurus   |
|  |                |
|  | Labidosaurikos |
|  |                |

|  | Captorhinus laticeps |
|  |                      |
|  | Captorhinus aguti    |
|  |                      |

|  | Labidosaurus   |
|  |                |
|  | Labidosaurikos |
|  |                |

|  | Captorhinus laticeps |
|  |                      |
|  | Captorhinus aguti    |
|  |                      |

|  | Labidosaurus   |
|  |                |
|  | Labidosaurikos |
|  |                |

|  | Captorhinus laticeps |
|  |                      |
|  | Captorhinus aguti    |
|  |                      |

|  | Labidosaurus   |
|  |                |
|  | Labidosaurikos |
|  |                |

|  | Captorhinus laticeps |
|  |                      |
|  | Captorhinus aguti    |
|  |                      |

|  | Labidosaurus   |
|  |                |
|  | Labidosaurikos |
|  |                |

|  | Captorhinus laticeps |
|  |                      |
|  | Captorhinus aguti    |
|  |                      |

|  | Labidosaurus   |
|  |                |
|  | Labidosaurikos |
|  |                |

|  | Captorhinus laticeps |
|  |                      |
|  | Captorhinus aguti    |
|  |                      |

|  | Labidosaurus   |
|  |                |
|  | Labidosaurikos |
|  |                |

|  | Captorhinus laticeps |
|  |                      |
|  | Captorhinus aguti    |
|  |                      |

|  | Labidosaurus   |
|  |                |
|  | Labidosaurikos |
|  |                |

|  | Captorhinus laticeps |
|  |                      |
|  | Captorhinus aguti    |
|  |                      |

|  | Labidosaurus   |
|  |                |
|  | Labidosaurikos |
|  |                |

|  | Protorothyris   |
|  |                 |
|  | Anthracodromeus |
|  |                 |
|  | Cephalerpeton   |
|  |                 |

|  | Petrolacosaurus |
|  |                 |
|  | Araeoscelis     |
|  |                 |

|  | Protorothyris   |
|  |                 |
|  | Anthracodromeus |
|  |                 |
|  | Cephalerpeton   |
|  |                 |

|  | Petrolacosaurus |
|  |                 |
|  | Araeoscelis     |
|  |                 |

|  | Protorothyris   |
|  |                 |
|  | Anthracodromeus |
|  |                 |
|  | Cephalerpeton   |
|  |                 |

|  | Petrolacosaurus |
|  |                 |
|  | Araeoscelis     |
|  |                 |

|  | Protorothyris   |
|  |                 |
|  | Anthracodromeus |
|  |                 |
|  | Cephalerpeton   |
|  |                 |

|  | Petrolacosaurus |
|  |                 |
|  | Araeoscelis     |
|  |                 |

|  | Protorothyris   |
|  |                 |
|  | Anthracodromeus |
|  |                 |
|  | Cephalerpeton   |
|  |                 |

|  | Petrolacosaurus |
|  |                 |
|  | Araeoscelis     |
|  |                 |

|  | Protorothyris   |
|  |                 |
|  | Anthracodromeus |
|  |                 |
|  | Cephalerpeton   |
|  |                 |

|  | Petrolacosaurus |
|  |                 |
|  | Araeoscelis     |
|  |                 |

|  | Protorothyris   |
|  |                 |
|  | Anthracodromeus |
|  |                 |
|  | Cephalerpeton   |
|  |                 |

|  | Petrolacosaurus |
|  |                 |
|  | Araeoscelis     |
|  |                 |

|  | Protorothyris   |
|  |                 |
|  | Anthracodromeus |
|  |                 |
|  | Cephalerpeton   |
|  |                 |

|  | Petrolacosaurus |
|  |                 |
|  | Araeoscelis     |
|  |                 |

|  | Protorothyris   |
|  |                 |
|  | Anthracodromeus |
|  |                 |
|  | Cephalerpeton   |
|  |                 |

|  | Petrolacosaurus |
|  |                 |
|  | Araeoscelis     |
|  |                 |

|  | Protorothyris   |
|  |                 |
|  | Anthracodromeus |
|  |                 |
|  | Cephalerpeton   |
|  |                 |

|  | Petrolacosaurus |
|  |                 |
|  | Araeoscelis     |
|  |                 |

|  | Protorothyris   |
|  |                 |
|  | Anthracodromeus |
|  |                 |
|  | Cephalerpeton   |
|  |                 |

|  | Petrolacosaurus |
|  |                 |
|  | Araeoscelis     |
|  |                 |

|  | Protorothyris   |
|  |                 |
|  | Anthracodromeus |
|  |                 |
|  | Cephalerpeton   |
|  |                 |

|  | Petrolacosaurus |
|  |                 |
|  | Araeoscelis     |
|  |                 |

|  | Protorothyris   |
|  |                 |
|  | Anthracodromeus |
|  |                 |
|  | Cephalerpeton   |
|  |                 |

|  | Petrolacosaurus |
|  |                 |
|  | Araeoscelis     |
|  |                 |

|  | Protorothyris   |
|  |                 |
|  | Anthracodromeus |
|  |                 |
|  | Cephalerpeton   |
|  |                 |

|  | Petrolacosaurus |
|  |                 |
|  | Araeoscelis     |
|  |                 |

|  | Protorothyris   |
|  |                 |
|  | Anthracodromeus |
|  |                 |
|  | Cephalerpeton   |
|  |                 |

|  | Petrolacosaurus |
|  |                 |
|  | Araeoscelis     |
|  |                 |

|  | Protorothyris   |
|  |                 |
|  | Anthracodromeus |
|  |                 |
|  | Cephalerpeton   |
|  |                 |

|  | Petrolacosaurus |
|  |                 |
|  | Araeoscelis     |
|  |                 |

|  | Captorhinus laticeps |
|  |                      |
|  | Captorhinus aguti    |
|  |                      |

|  | Labidosaurus   |
|  |                |
|  | Labidosaurikos |
|  |                |

|  | Captorhinus laticeps |
|  |                      |
|  | Captorhinus aguti    |
|  |                      |

|  | Labidosaurus   |
|  |                |
|  | Labidosaurikos |
|  |                |

|  | Captorhinus laticeps |
|  |                      |
|  | Captorhinus aguti    |
|  |                      |

|  | Labidosaurus   |
|  |                |
|  | Labidosaurikos |
|  |                |

|  | Captorhinus laticeps |
|  |                      |
|  | Captorhinus aguti    |
|  |                      |

|  | Labidosaurus   |
|  |                |
|  | Labidosaurikos |
|  |                |

|  | Captorhinus laticeps |
|  |                      |
|  | Captorhinus aguti    |
|  |                      |

|  | Labidosaurus   |
|  |                |
|  | Labidosaurikos |
|  |                |

|  | Captorhinus laticeps |
|  |                      |
|  | Captorhinus aguti    |
|  |                      |

|  | Labidosaurus   |
|  |                |
|  | Labidosaurikos |
|  |                |

|  | Captorhinus laticeps |
|  |                      |
|  | Captorhinus aguti    |
|  |                      |

|  | Labidosaurus   |
|  |                |
|  | Labidosaurikos |
|  |                |

|  | Captorhinus laticeps |
|  |                      |
|  | Captorhinus aguti    |
|  |                      |

|  | Labidosaurus   |
|  |                |
|  | Labidosaurikos |
|  |                |

|  | Captorhinus laticeps |
|  |                      |
|  | Captorhinus aguti    |
|  |                      |

|  | Labidosaurus   |
|  |                |
|  | Labidosaurikos |
|  |                |

|  | Captorhinus laticeps |
|  |                      |
|  | Captorhinus aguti    |
|  |                      |

|  | Labidosaurus   |
|  |                |
|  | Labidosaurikos |
|  |                |

|  | Captorhinus laticeps |
|  |                      |
|  | Captorhinus aguti    |
|  |                      |

|  | Labidosaurus   |
|  |                |
|  | Labidosaurikos |
|  |                |

|  | Captorhinus laticeps |
|  |                      |
|  | Captorhinus aguti    |
|  |                      |

|  | Labidosaurus   |
|  |                |
|  | Labidosaurikos |
|  |                |

|  | Captorhinus laticeps |
|  |                      |
|  | Captorhinus aguti    |
|  |                      |

|  | Labidosaurus   |
|  |                |
|  | Labidosaurikos |
|  |                |

|  | Captorhinus laticeps |
|  |                      |
|  | Captorhinus aguti    |
|  |                      |

|  | Labidosaurus   |
|  |                |
|  | Labidosaurikos |
|  |                |

|  | Captorhinus laticeps |
|  |                      |
|  | Captorhinus aguti    |
|  |                      |

|  | Labidosaurus   |
|  |                |
|  | Labidosaurikos |
|  |                |

|  | Captorhinus laticeps |
|  |                      |
|  | Captorhinus aguti    |
|  |                      |

|  | Labidosaurus   |
|  |                |
|  | Labidosaurikos |
|  |                |

|  | Captorhinus laticeps |
|  |                      |
|  | Captorhinus aguti    |
|  |                      |

|  | Labidosaurus   |
|  |                |
|  | Labidosaurikos |
|  |                |

|  | Captorhinus laticeps |
|  |                      |
|  | Captorhinus aguti    |
|  |                      |

|  | Labidosaurus   |
|  |                |
|  | Labidosaurikos |
|  |                |

|  | Captorhinus laticeps |
|  |                      |
|  | Captorhinus aguti    |
|  |                      |

|  | Labidosaurus   |
|  |                |
|  | Labidosaurikos |
|  |                |

|  | Captorhinus laticeps |
|  |                      |
|  | Captorhinus aguti    |
|  |                      |

|  | Labidosaurus   |
|  |                |
|  | Labidosaurikos |
|  |                |

|  | Captorhinus laticeps |
|  |                      |
|  | Captorhinus aguti    |
|  |                      |

|  | Labidosaurus   |
|  |                |
|  | Labidosaurikos |
|  |                |

|  | Captorhinus laticeps |
|  |                      |
|  | Captorhinus aguti    |
|  |                      |

|  | Labidosaurus   |
|  |                |
|  | Labidosaurikos |
|  |                |

|  | Captorhinus laticeps |
|  |                      |
|  | Captorhinus aguti    |
|  |                      |

|  | Labidosaurus   |
|  |                |
|  | Labidosaurikos |
|  |                |

|  | Captorhinus laticeps |
|  |                      |
|  | Captorhinus aguti    |
|  |                      |

|  | Labidosaurus   |
|  |                |
|  | Labidosaurikos |
|  |                |

|  | Captorhinus laticeps |
|  |                      |
|  | Captorhinus aguti    |
|  |                      |

|  | Labidosaurus   |
|  |                |
|  | Labidosaurikos |
|  |                |

|  | Captorhinus laticeps |
|  |                      |
|  | Captorhinus aguti    |
|  |                      |

|  | Labidosaurus   |
|  |                |
|  | Labidosaurikos |
|  |                |

|  | Captorhinus laticeps |
|  |                      |
|  | Captorhinus aguti    |
|  |                      |

|  | Labidosaurus   |
|  |                |
|  | Labidosaurikos |
|  |                |

|  | Captorhinus laticeps |
|  |                      |
|  | Captorhinus aguti    |
|  |                      |

|  | Labidosaurus   |
|  |                |
|  | Labidosaurikos |
|  |                |

|  | Captorhinus laticeps |
|  |                      |
|  | Captorhinus aguti    |
|  |                      |

|  | Labidosaurus   |
|  |                |
|  | Labidosaurikos |
|  |                |

|  | Captorhinus laticeps |
|  |                      |
|  | Captorhinus aguti    |
|  |                      |

|  | Labidosaurus   |
|  |                |
|  | Labidosaurikos |
|  |                |

|  | Captorhinus laticeps |
|  |                      |
|  | Captorhinus aguti    |
|  |                      |

|  | Labidosaurus   |
|  |                |
|  | Labidosaurikos |
|  |                |

|  | Captorhinus laticeps |
|  |                      |
|  | Captorhinus aguti    |
|  |                      |

|  | Labidosaurus   |
|  |                |
|  | Labidosaurikos |
|  |                |

|  | Captorhinus laticeps |
|  |                      |
|  | Captorhinus aguti    |
|  |                      |

|  | Labidosaurus   |
|  |                |
|  | Labidosaurikos |
|  |                |

|  | Captorhinus laticeps |
|  |                      |
|  | Captorhinus aguti    |
|  |                      |

|  | Labidosaurus   |
|  |                |
|  | Labidosaurikos |
|  |                |

|  | Captorhinus laticeps |
|  |                      |
|  | Captorhinus aguti    |
|  |                      |

|  | Labidosaurus   |
|  |                |
|  | Labidosaurikos |
|  |                |

|  | Captorhinus laticeps |
|  |                      |
|  | Captorhinus aguti    |
|  |                      |

|  | Labidosaurus   |
|  |                |
|  | Labidosaurikos |
|  |                |

|  | Captorhinus laticeps |
|  |                      |
|  | Captorhinus aguti    |
|  |                      |

|  | Labidosaurus   |
|  |                |
|  | Labidosaurikos |
|  |                |

|  | Captorhinus laticeps |
|  |                      |
|  | Captorhinus aguti    |
|  |                      |

|  | Labidosaurus   |
|  |                |
|  | Labidosaurikos |
|  |                |

|  | Captorhinus laticeps |
|  |                      |
|  | Captorhinus aguti    |
|  |                      |

|  | Labidosaurus   |
|  |                |
|  | Labidosaurikos |
|  |                |

|  | Captorhinus laticeps |
|  |                      |
|  | Captorhinus aguti    |
|  |                      |

|  | Labidosaurus   |
|  |                |
|  | Labidosaurikos |
|  |                |

|  | Captorhinus laticeps |
|  |                      |
|  | Captorhinus aguti    |
|  |                      |

|  | Labidosaurus   |
|  |                |
|  | Labidosaurikos |
|  |                |

|  | Captorhinus laticeps |
|  |                      |
|  | Captorhinus aguti    |
|  |                      |

|  | Labidosaurus   |
|  |                |
|  | Labidosaurikos |
|  |                |

|  | Captorhinus laticeps |
|  |                      |
|  | Captorhinus aguti    |
|  |                      |

|  | Labidosaurus   |
|  |                |
|  | Labidosaurikos |
|  |                |

|  | Captorhinus laticeps |
|  |                      |
|  | Captorhinus aguti    |
|  |                      |

|  | Labidosaurus   |
|  |                |
|  | Labidosaurikos |
|  |                |

|  | Captorhinus laticeps |
|  |                      |
|  | Captorhinus aguti    |
|  |                      |

|  | Labidosaurus   |
|  |                |
|  | Labidosaurikos |
|  |                |

|  | Captorhinus laticeps |
|  |                      |
|  | Captorhinus aguti    |
|  |                      |

|  | Labidosaurus   |
|  |                |
|  | Labidosaurikos |
|  |                |

|  | Captorhinus laticeps |
|  |                      |
|  | Captorhinus aguti    |
|  |                      |

|  | Labidosaurus   |
|  |                |
|  | Labidosaurikos |
|  |                |

|  | Captorhinus laticeps |
|  |                      |
|  | Captorhinus aguti    |
|  |                      |

|  | Labidosaurus   |
|  |                |
|  | Labidosaurikos |
|  |                |

|  | Captorhinus laticeps |
|  |                      |
|  | Captorhinus aguti    |
|  |                      |

|  | Labidosaurus   |
|  |                |
|  | Labidosaurikos |
|  |                |

|  | Captorhinus laticeps |
|  |                      |
|  | Captorhinus aguti    |
|  |                      |

|  | Labidosaurus   |
|  |                |
|  | Labidosaurikos |
|  |                |

|  | Captorhinus laticeps |
|  |                      |
|  | Captorhinus aguti    |
|  |                      |

|  | Labidosaurus   |
|  |                |
|  | Labidosaurikos |
|  |                |

|  | Captorhinus laticeps |
|  |                      |
|  | Captorhinus aguti    |
|  |                      |

|  | Labidosaurus   |
|  |                |
|  | Labidosaurikos |
|  |                |

|  | Captorhinus laticeps |
|  |                      |
|  | Captorhinus aguti    |
|  |                      |

|  | Labidosaurus   |
|  |                |
|  | Labidosaurikos |
|  |                |

|  | Captorhinus laticeps |
|  |                      |
|  | Captorhinus aguti    |
|  |                      |

|  | Labidosaurus   |
|  |                |
|  | Labidosaurikos |
|  |                |

|  | Captorhinus laticeps |
|  |                      |
|  | Captorhinus aguti    |
|  |                      |

|  | Labidosaurus   |
|  |                |
|  | Labidosaurikos |
|  |                |

|  | Captorhinus laticeps |
|  |                      |
|  | Captorhinus aguti    |
|  |                      |

|  | Labidosaurus   |
|  |                |
|  | Labidosaurikos |
|  |                |

|  | Captorhinus laticeps |
|  |                      |
|  | Captorhinus aguti    |
|  |                      |

|  | Labidosaurus   |
|  |                |
|  | Labidosaurikos |
|  |                |

|  | Captorhinus laticeps |
|  |                      |
|  | Captorhinus aguti    |
|  |                      |

|  | Labidosaurus   |
|  |                |
|  | Labidosaurikos |
|  |                |

|  | Captorhinus laticeps |
|  |                      |
|  | Captorhinus aguti    |
|  |                      |

|  | Labidosaurus   |
|  |                |
|  | Labidosaurikos |
|  |                |

|  | Captorhinus laticeps |
|  |                      |
|  | Captorhinus aguti    |
|  |                      |

|  | Labidosaurus   |
|  |                |
|  | Labidosaurikos |
|  |                |

|  | Captorhinus laticeps |
|  |                      |
|  | Captorhinus aguti    |
|  |                      |

|  | Labidosaurus   |
|  |                |
|  | Labidosaurikos |
|  |                |

|  | Captorhinus laticeps |
|  |                      |
|  | Captorhinus aguti    |
|  |                      |

|  | Labidosaurus   |
|  |                |
|  | Labidosaurikos |
|  |                |

|  | Captorhinus laticeps |
|  |                      |
|  | Captorhinus aguti    |
|  |                      |

|  | Labidosaurus   |
|  |                |
|  | Labidosaurikos |
|  |                |

|  | Captorhinus laticeps |
|  |                      |
|  | Captorhinus aguti    |
|  |                      |

|  | Labidosaurus   |
|  |                |
|  | Labidosaurikos |
|  |                |

|  | Captorhinus laticeps |
|  |                      |
|  | Captorhinus aguti    |
|  |                      |

|  | Labidosaurus   |
|  |                |
|  | Labidosaurikos |
|  |                |

|  | Captorhinus laticeps |
|  |                      |
|  | Captorhinus aguti    |
|  |                      |

|  | Labidosaurus   |
|  |                |
|  | Labidosaurikos |
|  |                |

|  | Captorhinus laticeps |
|  |                      |
|  | Captorhinus aguti    |
|  |                      |

|  | Labidosaurus   |
|  |                |
|  | Labidosaurikos |
|  |                |

|  | Captorhinus laticeps |
|  |                      |
|  | Captorhinus aguti    |
|  |                      |

|  | Labidosaurus   |
|  |                |
|  | Labidosaurikos |
|  |                |

|  | Captorhinus laticeps |
|  |                      |
|  | Captorhinus aguti    |
|  |                      |

|  | Labidosaurus   |
|  |                |
|  | Labidosaurikos |
|  |                |

|  | Captorhinus laticeps |
|  |                      |
|  | Captorhinus aguti    |
|  |                      |

|  | Labidosaurus   |
|  |                |
|  | Labidosaurikos |
|  |                |

|  | Captorhinus laticeps |
|  |                      |
|  | Captorhinus aguti    |
|  |                      |

|  | Labidosaurus   |
|  |                |
|  | Labidosaurikos |
|  |                |

|  | Captorhinus laticeps |
|  |                      |
|  | Captorhinus aguti    |
|  |                      |

|  | Labidosaurus   |
|  |                |
|  | Labidosaurikos |
|  |                |

|  | Captorhinus laticeps |
|  |                      |
|  | Captorhinus aguti    |
|  |                      |

|  | Labidosaurus   |
|  |                |
|  | Labidosaurikos |
|  |                |

|  | Captorhinus laticeps |
|  |                      |
|  | Captorhinus aguti    |
|  |                      |

|  | Labidosaurus   |
|  |                |
|  | Labidosaurikos |
|  |                |

|  | Captorhinus laticeps |
|  |                      |
|  | Captorhinus aguti    |
|  |                      |

|  | Labidosaurus   |
|  |                |
|  | Labidosaurikos |
|  |                |

|  | Captorhinus laticeps |
|  |                      |
|  | Captorhinus aguti    |
|  |                      |

|  | Labidosaurus   |
|  |                |
|  | Labidosaurikos |
|  |                |

|  | Captorhinus laticeps |
|  |                      |
|  | Captorhinus aguti    |
|  |                      |

|  | Labidosaurus   |
|  |                |
|  | Labidosaurikos |
|  |                |

|  | Captorhinus laticeps |
|  |                      |
|  | Captorhinus aguti    |
|  |                      |

|  | Labidosaurus   |
|  |                |
|  | Labidosaurikos |
|  |                |

|  | Captorhinus laticeps |
|  |                      |
|  | Captorhinus aguti    |
|  |                      |

|  | Labidosaurus   |
|  |                |
|  | Labidosaurikos |
|  |                |

|  | Captorhinus laticeps |
|  |                      |
|  | Captorhinus aguti    |
|  |                      |

|  | Labidosaurus   |
|  |                |
|  | Labidosaurikos |
|  |                |

|  | Captorhinus laticeps |
|  |                      |
|  | Captorhinus aguti    |
|  |                      |

|  | Labidosaurus   |
|  |                |
|  | Labidosaurikos |
|  |                |

|  | Captorhinus laticeps |
|  |                      |
|  | Captorhinus aguti    |
|  |                      |

|  | Labidosaurus   |
|  |                |
|  | Labidosaurikos |
|  |                |

|  | Captorhinus laticeps |
|  |                      |
|  | Captorhinus aguti    |
|  |                      |

|  | Labidosaurus   |
|  |                |
|  | Labidosaurikos |
|  |                |

|  | Captorhinus laticeps |
|  |                      |
|  | Captorhinus aguti    |
|  |                      |

|  | Labidosaurus   |
|  |                |
|  | Labidosaurikos |
|  |                |

|  | Captorhinus laticeps |
|  |                      |
|  | Captorhinus aguti    |
|  |                      |

|  | Labidosaurus   |
|  |                |
|  | Labidosaurikos |
|  |                |

|  | Captorhinus laticeps |
|  |                      |
|  | Captorhinus aguti    |
|  |                      |

|  | Labidosaurus   |
|  |                |
|  | Labidosaurikos |
|  |                |

|  | Captorhinus laticeps |
|  |                      |
|  | Captorhinus aguti    |
|  |                      |

|  | Labidosaurus   |
|  |                |
|  | Labidosaurikos |
|  |                |

|  | Captorhinus laticeps |
|  |                      |
|  | Captorhinus aguti    |
|  |                      |

|  | Labidosaurus   |
|  |                |
|  | Labidosaurikos |
|  |                |

|  | Captorhinus laticeps |
|  |                      |
|  | Captorhinus aguti    |
|  |                      |

|  | Labidosaurus   |
|  |                |
|  | Labidosaurikos |
|  |                |

|  | Captorhinus laticeps |
|  |                      |
|  | Captorhinus aguti    |
|  |                      |

|  | Labidosaurus   |
|  |                |
|  | Labidosaurikos |
|  |                |

|  | Captorhinus laticeps |
|  |                      |
|  | Captorhinus aguti    |
|  |                      |

|  | Labidosaurus   |
|  |                |
|  | Labidosaurikos |
|  |                |

|  | Captorhinus laticeps |
|  |                      |
|  | Captorhinus aguti    |
|  |                      |

|  | Labidosaurus   |
|  |                |
|  | Labidosaurikos |
|  |                |

|  | Captorhinus laticeps |
|  |                      |
|  | Captorhinus aguti    |
|  |                      |

|  | Labidosaurus   |
|  |                |
|  | Labidosaurikos |
|  |                |

|  | Captorhinus laticeps |
|  |                      |
|  | Captorhinus aguti    |
|  |                      |

|  | Labidosaurus   |
|  |                |
|  | Labidosaurikos |
|  |                |

|  | Captorhinus laticeps |
|  |                      |
|  | Captorhinus aguti    |
|  |                      |

|  | Labidosaurus   |
|  |                |
|  | Labidosaurikos |
|  |                |

|  | Captorhinus laticeps |
|  |                      |
|  | Captorhinus aguti    |
|  |                      |

|  | Labidosaurus   |
|  |                |
|  | Labidosaurikos |
|  |                |

|  | Captorhinus laticeps |
|  |                      |
|  | Captorhinus aguti    |
|  |                      |

|  | Labidosaurus   |
|  |                |
|  | Labidosaurikos |
|  |                |

|  | Captorhinus laticeps |
|  |                      |
|  | Captorhinus aguti    |
|  |                      |

|  | Labidosaurus   |
|  |                |
|  | Labidosaurikos |
|  |                |

|  | Captorhinus laticeps |
|  |                      |
|  | Captorhinus aguti    |
|  |                      |

|  | Labidosaurus   |
|  |                |
|  | Labidosaurikos |
|  |                |

|  | Captorhinus laticeps |
|  |                      |
|  | Captorhinus aguti    |
|  |                      |

|  | Labidosaurus   |
|  |                |
|  | Labidosaurikos |
|  |                |

|  | Captorhinus laticeps |
|  |                      |
|  | Captorhinus aguti    |
|  |                      |

|  | Labidosaurus   |
|  |                |
|  | Labidosaurikos |
|  |                |

|  | Captorhinus laticeps |
|  |                      |
|  | Captorhinus aguti    |
|  |                      |

|  | Labidosaurus   |
|  |                |
|  | Labidosaurikos |
|  |                |

|  | Captorhinus laticeps |
|  |                      |
|  | Captorhinus aguti    |
|  |                      |

|  | Labidosaurus   |
|  |                |
|  | Labidosaurikos |
|  |                |

|  | Captorhinus laticeps |
|  |                      |
|  | Captorhinus aguti    |
|  |                      |

|  | Labidosaurus   |
|  |                |
|  | Labidosaurikos |
|  |                |

|  | Captorhinus laticeps |
|  |                      |
|  | Captorhinus aguti    |
|  |                      |

|  | Labidosaurus   |
|  |                |
|  | Labidosaurikos |
|  |                |

|  | Captorhinus laticeps |
|  |                      |
|  | Captorhinus aguti    |
|  |                      |

|  | Labidosaurus   |
|  |                |
|  | Labidosaurikos |
|  |                |

|  | Captorhinus laticeps |
|  |                      |
|  | Captorhinus aguti    |
|  |                      |

|  | Labidosaurus   |
|  |                |
|  | Labidosaurikos |
|  |                |

|  | Captorhinus laticeps |
|  |                      |
|  | Captorhinus aguti    |
|  |                      |

|  | Labidosaurus   |
|  |                |
|  | Labidosaurikos |
|  |                |

|  | Captorhinus laticeps |
|  |                      |
|  | Captorhinus aguti    |
|  |                      |

|  | Labidosaurus   |
|  |                |
|  | Labidosaurikos |
|  |                |

|  | Captorhinus laticeps |
|  |                      |
|  | Captorhinus aguti    |
|  |                      |

|  | Labidosaurus   |
|  |                |
|  | Labidosaurikos |
|  |                |

|  | Captorhinus laticeps |
|  |                      |
|  | Captorhinus aguti    |
|  |                      |

|  | Labidosaurus   |
|  |                |
|  | Labidosaurikos |
|  |                |

|  | Captorhinus laticeps |
|  |                      |
|  | Captorhinus aguti    |
|  |                      |

|  | Labidosaurus   |
|  |                |
|  | Labidosaurikos |
|  |                |

|  | Captorhinus laticeps |
|  |                      |
|  | Captorhinus aguti    |
|  |                      |

|  | Labidosaurus   |
|  |                |
|  | Labidosaurikos |
|  |                |

|  | Captorhinus laticeps |
|  |                      |
|  | Captorhinus aguti    |
|  |                      |

|  | Labidosaurus   |
|  |                |
|  | Labidosaurikos |
|  |                |

|  | Captorhinus laticeps |
|  |                      |
|  | Captorhinus aguti    |
|  |                      |

|  | Labidosaurus   |
|  |                |
|  | Labidosaurikos |
|  |                |

|  | Captorhinus laticeps |
|  |                      |
|  | Captorhinus aguti    |
|  |                      |

|  | Labidosaurus   |
|  |                |
|  | Labidosaurikos |
|  |                |

|  | Captorhinus laticeps |
|  |                      |
|  | Captorhinus aguti    |
|  |                      |

|  | Labidosaurus   |
|  |                |
|  | Labidosaurikos |
|  |                |

|  | Captorhinus laticeps |
|  |                      |
|  | Captorhinus aguti    |
|  |                      |

|  | Labidosaurus   |
|  |                |
|  | Labidosaurikos |
|  |                |

|  | Captorhinus laticeps |
|  |                      |
|  | Captorhinus aguti    |
|  |                      |

|  | Labidosaurus   |
|  |                |
|  | Labidosaurikos |
|  |                |

|  | Captorhinus laticeps |
|  |                      |
|  | Captorhinus aguti    |
|  |                      |

|  | Labidosaurus   |
|  |                |
|  | Labidosaurikos |
|  |                |

|  | Captorhinus laticeps |
|  |                      |
|  | Captorhinus aguti    |
|  |                      |

|  | Labidosaurus   |
|  |                |
|  | Labidosaurikos |
|  |                |

|  | Captorhinus laticeps |
|  |                      |
|  | Captorhinus aguti    |
|  |                      |

|  | Labidosaurus   |
|  |                |
|  | Labidosaurikos |
|  |                |

|  | Captorhinus laticeps |
|  |                      |
|  | Captorhinus aguti    |
|  |                      |

|  | Labidosaurus   |
|  |                |
|  | Labidosaurikos |
|  |                |

|  | Captorhinus laticeps |
|  |                      |
|  | Captorhinus aguti    |
|  |                      |

|  | Labidosaurus   |
|  |                |
|  | Labidosaurikos |
|  |                |

|  | Captorhinus laticeps |
|  |                      |
|  | Captorhinus aguti    |
|  |                      |

|  | Labidosaurus   |
|  |                |
|  | Labidosaurikos |
|  |                |

|  | Captorhinus laticeps |
|  |                      |
|  | Captorhinus aguti    |
|  |                      |

|  | Labidosaurus   |
|  |                |
|  | Labidosaurikos |
|  |                |

|  | Captorhinus laticeps |
|  |                      |
|  | Captorhinus aguti    |
|  |                      |

|  | Labidosaurus   |
|  |                |
|  | Labidosaurikos |
|  |                |

|  | Captorhinus laticeps |
|  |                      |
|  | Captorhinus aguti    |
|  |                      |

|  | Labidosaurus   |
|  |                |
|  | Labidosaurikos |
|  |                |

|  | Protorothyris   |
|  |                 |
|  | Anthracodromeus |
|  |                 |
|  | Cephalerpeton   |
|  |                 |

|  | Petrolacosaurus |
|  |                 |
|  | Araeoscelis     |
|  |                 |

|  | Protorothyris   |
|  |                 |
|  | Anthracodromeus |
|  |                 |
|  | Cephalerpeton   |
|  |                 |

|  | Petrolacosaurus |
|  |                 |
|  | Araeoscelis     |
|  |                 |

|  | Protorothyris   |
|  |                 |
|  | Anthracodromeus |
|  |                 |
|  | Cephalerpeton   |
|  |                 |

|  | Petrolacosaurus |
|  |                 |
|  | Araeoscelis     |
|  |                 |

|  | Protorothyris   |
|  |                 |
|  | Anthracodromeus |
|  |                 |
|  | Cephalerpeton   |
|  |                 |

|  | Petrolacosaurus |
|  |                 |
|  | Araeoscelis     |
|  |                 |

|  | Protorothyris   |
|  |                 |
|  | Anthracodromeus |
|  |                 |
|  | Cephalerpeton   |
|  |                 |

|  | Petrolacosaurus |
|  |                 |
|  | Araeoscelis     |
|  |                 |

|  | Protorothyris   |
|  |                 |
|  | Anthracodromeus |
|  |                 |
|  | Cephalerpeton   |
|  |                 |

|  | Petrolacosaurus |
|  |                 |
|  | Araeoscelis     |
|  |                 |

|  | Protorothyris   |
|  |                 |
|  | Anthracodromeus |
|  |                 |
|  | Cephalerpeton   |
|  |                 |

|  | Petrolacosaurus |
|  |                 |
|  | Araeoscelis     |
|  |                 |

|  | Protorothyris   |
|  |                 |
|  | Anthracodromeus |
|  |                 |
|  | Cephalerpeton   |
|  |                 |

|  | Petrolacosaurus |
|  |                 |
|  | Araeoscelis     |
|  |                 |

|  | Protorothyris   |
|  |                 |
|  | Anthracodromeus |
|  |                 |
|  | Cephalerpeton   |
|  |                 |

|  | Petrolacosaurus |
|  |                 |
|  | Araeoscelis     |
|  |                 |

|  | Protorothyris   |
|  |                 |
|  | Anthracodromeus |
|  |                 |
|  | Cephalerpeton   |
|  |                 |

|  | Petrolacosaurus |
|  |                 |
|  | Araeoscelis     |
|  |                 |

|  | Protorothyris   |
|  |                 |
|  | Anthracodromeus |
|  |                 |
|  | Cephalerpeton   |
|  |                 |

|  | Petrolacosaurus |
|  |                 |
|  | Araeoscelis     |
|  |                 |

|  | Protorothyris   |
|  |                 |
|  | Anthracodromeus |
|  |                 |
|  | Cephalerpeton   |
|  |                 |

|  | Petrolacosaurus |
|  |                 |
|  | Araeoscelis     |
|  |                 |

|  | Protorothyris   |
|  |                 |
|  | Anthracodromeus |
|  |                 |
|  | Cephalerpeton   |
|  |                 |

|  | Petrolacosaurus |
|  |                 |
|  | Araeoscelis     |
|  |                 |

|  | Protorothyris   |
|  |                 |
|  | Anthracodromeus |
|  |                 |
|  | Cephalerpeton   |
|  |                 |

|  | Petrolacosaurus |
|  |                 |
|  | Araeoscelis     |
|  |                 |

|  | Protorothyris   |
|  |                 |
|  | Anthracodromeus |
|  |                 |
|  | Cephalerpeton   |
|  |                 |

|  | Petrolacosaurus |
|  |                 |
|  | Araeoscelis     |
|  |                 |

|  | Protorothyris   |
|  |                 |
|  | Anthracodromeus |
|  |                 |
|  | Cephalerpeton   |
|  |                 |

|  | Petrolacosaurus |
|  |                 |
|  | Araeoscelis     |
|  |                 |